# Lyon

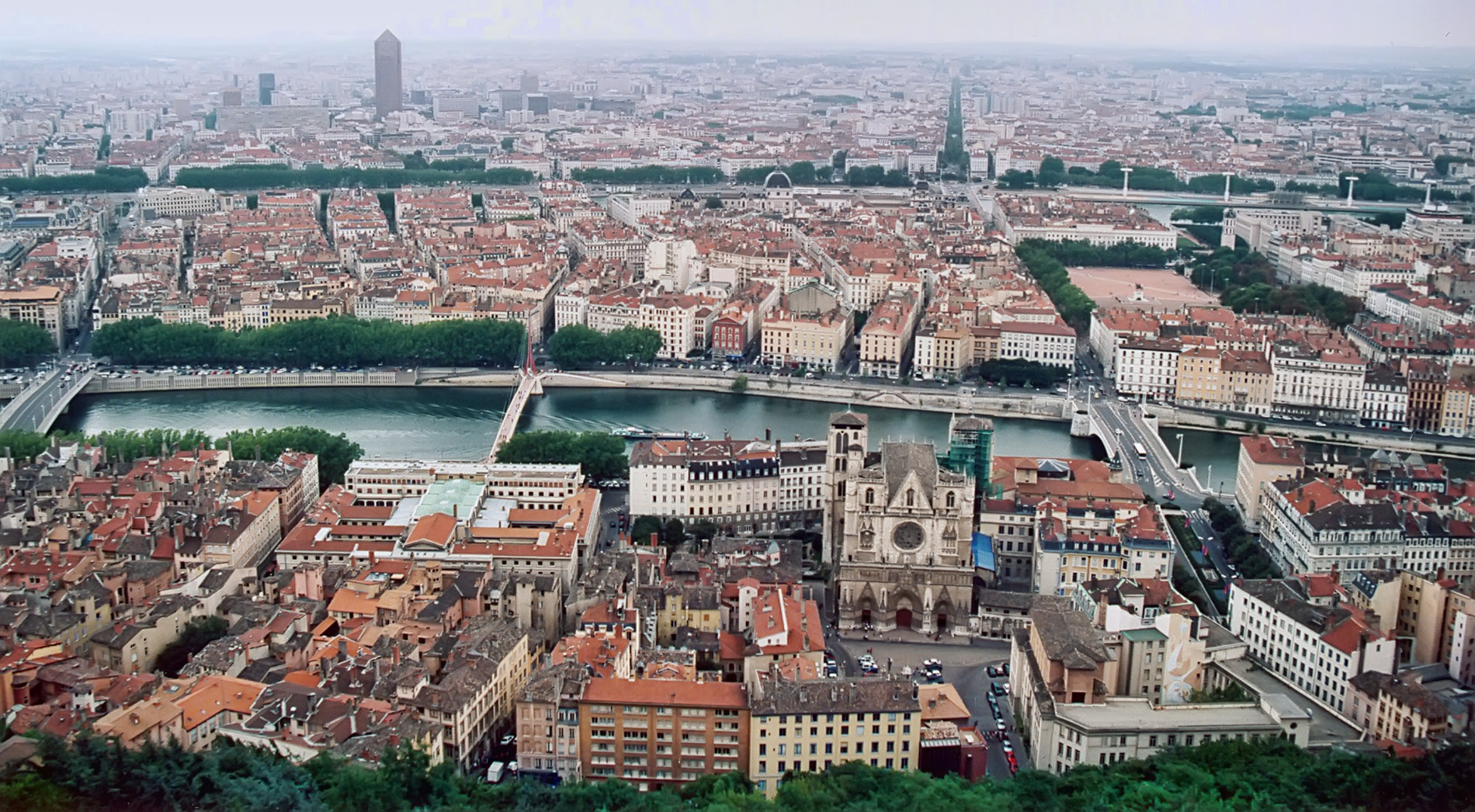
Altstadt und Halbinsel vom Fourvière-Hügel aus gesehen, mit dem Geschäftsviertel Quartier de la Part-Dieu im Hintergrund

Lyon ⓘ [ljɔ̃] (frankoprovenzalisch Liyon, deutsch veraltet Lion, Leyden, Leiden, Welsch-Leyden oder Welsch-Leiden, lateinisch Lugdunum) ist eine Großstadt im Südosten Frankreichs. Sie ist Hauptort der Region Auvergne-Rhône-Alpes und der Gebietskörperschaft Métropole de Lyon, die seit dem 1. Januar 2015 existiert und die Aufgaben eines Départements ausübt. Lyon ist zudem Sitz der Präfektur des Départements Rhône, seit 2015 diesem jedoch nicht mehr zugehörig.
Mit 520.774 Einwohnern (1. Januar 2022) ist Lyon nach Paris und Marseille die drittgrößte Stadt des Landes. Lyon ist auch Zentrum der Métropole de Lyon, diese hat 1.433.613 Einwohner (1. Januar 2022). Die gesamte Aire urbaine Lyon mit 2.323.221 Einwohnern ist nach Paris die zweitgrößte Frankreichs.
Die Altstadt Lyons und ein Teil der Halbinsel Lyon wurden 1998 von der UNESCO zum Weltkulturerbe erklärt.
Lyon ist Bischofssitz des Erzbistums Lyon der römisch-katholischen Kirche in Frankreich. Kathedralkirche ist die Kathedrale von Lyon in der Altstadt. Die Basilika Notre-Dame de Fourvière wurde in den Jahren 1872 bis 1884 auf dem Fourvière-Hügel errichtet. 2016 wurde Lyon als 61. Stadt der Ehrentitel „Reformationsstadt Europas“ durch die Gemeinschaft Evangelischer Kirchen in Europa verliehen.
Die Lyoner Gastronomie genießt weltweiten Ruf. Die Vielfalt der traditionellen Küche findet in der seltenen Kombination aus Alpen-Nähe und schiffbarem Zugang zum Mittelmeer ihren Ursprung. Nördlich der Stadt liegt das Weinbaugebiet Beaujolais, südlich der Stadt schließen sich die Côtes du Rhône an. Historisch ist die Stadt eng mit den canuts, den Seidenwebern, verknüpft, deren Handwerk während der Industriellen Revolution die treibende Wirtschaftskraft war. Darüber hinaus ist Lyon als „Stadt des Lichtes“ bekannt, dem zu Ehren jährlich am 8. Dezember die Fête des Lumières gefeiert wird.
Lyon ist Sitz der internationalen Polizeibehörde Interpol und der Internationalen Agentur für Krebsforschung (International Agency for Research on Cancer, kurz IARC). Lyon ist nach Paris die zweitbedeutendste Stadt Frankreichs und gemäß GaWC eine Weltstadt mit dem Rang Beta − (Beta Minus).

## Geographie

### Lage
Die Stadt liegt am Zusammenfluss der Rhône und der Saône zwischen Jura im Nordosten, Alpen im Osten und Zentralmassiv im Südwesten. Das Siedlungsgebiet der eigentlichen Stadt geht nahtlos in das Gebiet angrenzender Städte und Gemeinden über, sodass sich hier eine dichte Metropolregion herausgebildet hat. Der größte „Vorort“ Lyons ist die Industriestadt Villeurbanne im Osten mit 162.207 Einwohnern (Stand: 1. Januar 2022).
Während das alte Stadtzentrum zwischen den Flüssen und die Stadtquartiere östlich der Rhône in der breiten Schwemmebene angelegt sind, liegen die Wohngebiete westlich der Saône auf dem erhöhten Hügelgebiet über der Saôneschlaufe.
Nachbargemeinden von Lyon sind Collonges-au-Mont-d’Or und Caluire-et-Cuire im Norden, Villeurbanne und Bron im Osten, Vénissieux im Südosten, Saint-Fons und Oullins-Pierre-Bénite im Süden, La Mulatière und Sainte-Foy-lès-Lyon im Südwesten, Francheville, Tassin-la-Demi-Lune und Écully im Westen sowie Champagne-au-Mont-d’Or, Saint-Didier-au-Mont-d’Or und Saint-Cyr-au-Mont-d’Or im Nordwesten.
Lyon liegt etwa 470 km südlich von Paris, 320 km nördlich von Marseille, 160 km westlich von Genf und 280 km von Turin entfernt.

### Klima
|                        | Jan  | Feb  | Mär  | Apr  | Mai  | Jun  | Jul  | Aug  | Sep  | Okt  | Nov  | Dez  |   |       |
| Mittl. Temperatur (°C) | 2,8  | 4,3  | 7,8  | 10,8 | 14,9 | 18,5 | 21   | 20,4 | 17,2 | 12,4 | 6,9  | 3,4  | ⌀ | 11,7  |
| Mittl. Tagesmax. (°C)  | 6,4  | 8,4  | 13   | 16,4 | 20,8 | 24,6 | 27,7 | 27,2 | 22,5 | 17,4 | 10,8 | 7,1  | ⌀ | 16,9  |
| Mittl. Tagesmin. (°C)  | 0,6  | 1,1  | 3,8  | 6,5  | 10,5 | 14,1 | 16,6 | 16   | 12,5 | 9,3  | 4,35 | 1,6  | ⌀ | 8,1   |
|                        |      |      |      |      |      |      |      |      |      |      |      |      |   |       |
| Niederschlag (mm)      | 51,9 | 47,1 | 56,4 | 64,8 | 81,3 | 78,4 | 63,4 | 83,1 | 86,4 | 84,4 | 80,3 | 56,6 | Σ | 834,1 |

| 0,6 |

| 1,1 |

| 3,8 |

| 6,5 |

| 10,5 |

| 14,1 |

| 16,6 |

| 16 |

| 12,5 |

| 9,3 |

| 4,35 |

| 1,6 |

| 0,6 |

| 1,1 |

| 3,8 |

| 6,5 |

| 10,5 |

| 14,1 |

| 16,6 |

| 16 |

| 12,5 |

| 9,3 |

| 4,35 |

| 1,6 |

## Wappen
| Wappen der Stadt Lyon | Blasonierung: „In Rot ein silberner Löwe unter einem blauen Schildhaupt mit drei balkenweis goldenen Lilien.“ |
| Wappen der Stadt Lyon | |

## Geschichte

### Antike

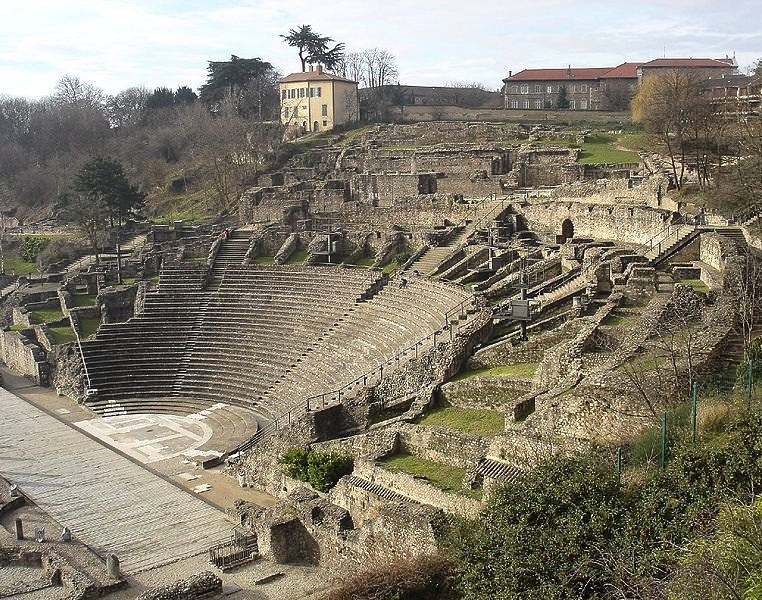
Römisches Theater

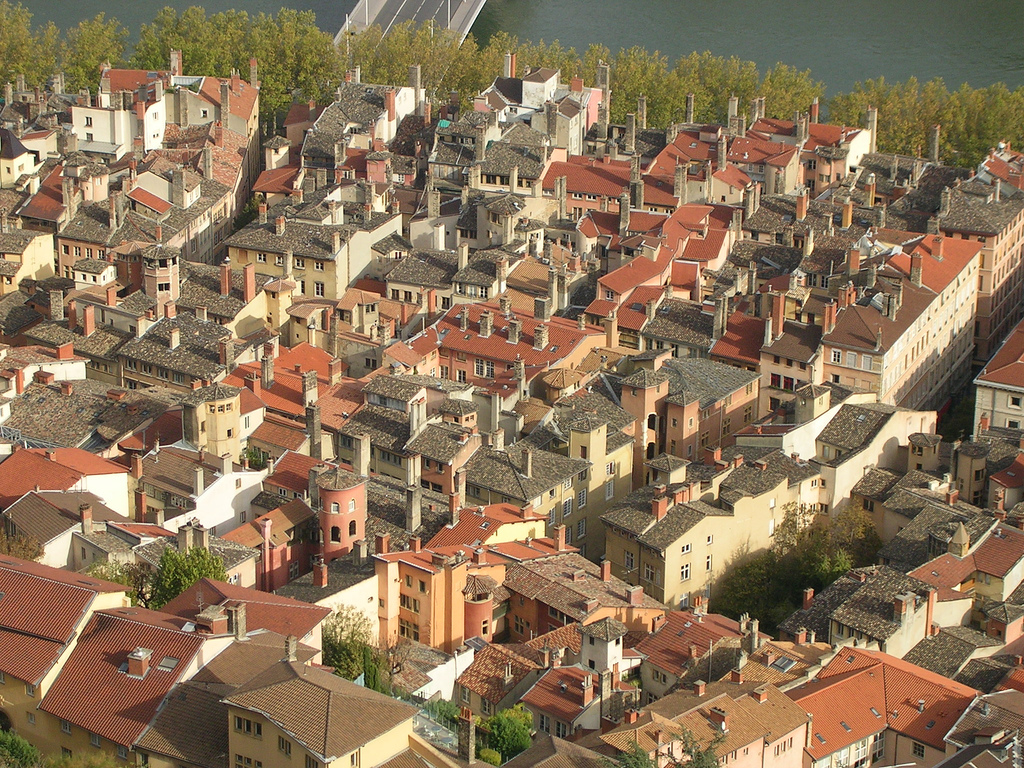
Altstadt

Die zuvor keltische Siedlung wurde im Jahr 43 v. Chr. von den Römern unter dem keltischen Namen Lugdunum („Festung des Lug“) als Verwaltungszentrum Galliens gegründet. Diese Rolle hatte die Stadt über drei Jahrhunderte inne, bevor ihre Bedeutung im Zuge des Untergangs des Römischen Reiches zurückging. Der Name der Stadt wandelte sich im Laufe der Jahrhunderte sprachlich und hat folglich nichts mit dem Löwen (französisch lion) zu tun.
Im Jahr 177 wurde hier die Märtyrerin Blandina verbrannt, die später zur Stadtpatronin von Lyon erwählt wurde. Im 2. Jahrhundert lebte auch Irenäus von Lyon, der von 177 bis 202 Bischof war und als einer der bedeutendsten Kirchenväter und einer der ersten systematischen Theologen des Christentums gilt, in Lugdunum. Der spätere römische Kaiser Caracalla wurde am 4. April 188 im heutigen Lyon geboren, damals Verwaltungssitz der Provinz Gallia Lugdunensis, deren Statthalter sein Vater, Septimius Severus, war. Er erhielt den Namen Septimius Bassianus. Im Jahre 197 nach der Schlacht bei Lugdunum fand eine Plünderung der Stadt Lyon statt, da sich die Stadt im Bürgerkrieg auf die Seite des Gegenkaisers Clodius Albinus gestellt hatte.
In der Spätantike bestand hier eine Hochschule, an der unter anderem auch Sidonius Apollinaris studierte. Lyon erhielt im 2. Jahrhundert den Bistumssitz und wurde im 3. Jahrhundert Erzbistum. Im Jahr 461 fiel die Stadt an die Burgunden und blieb bis zur fränkischen Eroberung 534 deren Königsresidenz. Die Stadt wurde 725 von den Arabern verwüstet, die aus Spanien kommend ins Frankenreich einfielen.

### Mittelalter
Nach dem Tod Kaiser Ludwigs I. fiel der fränkische Reichsteil Burgund und damit auch Lyon bei der Teilung des Frankenreiches 843 an Kaiser Lothar I. bzw. dessen Mittelreich.
Als Kaiser Lothar I. kurz vor seinem Tod im September 855 in der Teilung von Prüm das Mittelreich unter seinen Söhnen aufteilte, erhielt Karl, der jüngste Sohn, die Provence sowie das südliche Burgund (Dukat Lyon). Aus diesen beiden Teilen ging später das hochmittelalterliche Königreich Burgund (Niederburgund oder auch Arelat genannt) hervor.
Karl starb jedoch bereits im Januar 863 ohne Nachkommen, und die beiden älteren Brüder teilten das Reich unter sich auf. Lothar II. erhielt den Dukat Lyon und Ludwig II. die Provence. Karl wurde im Nonnenkloster St. Petrus bei Lyon beigesetzt.
Als Lothar II. wenige Jahre später, 869, starb, wurde sein Reich 870 im Vertrag von Meerssen zwischen dem Westfrankenreich und Ostfrankenreich aufgeteilt. Lyon fiel damals an den westfränkischen König Karl den Kahlen. Als dieser sieben Jahre später starb, ergriff der burgundische Adlige Boso von Vienne die Gelegenheit, um ein eigenes Reich zu gründen. Er ließ sich mit päpstlicher Unterstützung 879 zum König von Burgund und der Provence ausrufen. Hauptstadt des Königreiches Niederburgund wurde jedoch nicht Lyon, sondern das weiter südlich gelegene Arles. Für Lyon resultierte daraus ein gewisser Bedeutungsverlust.

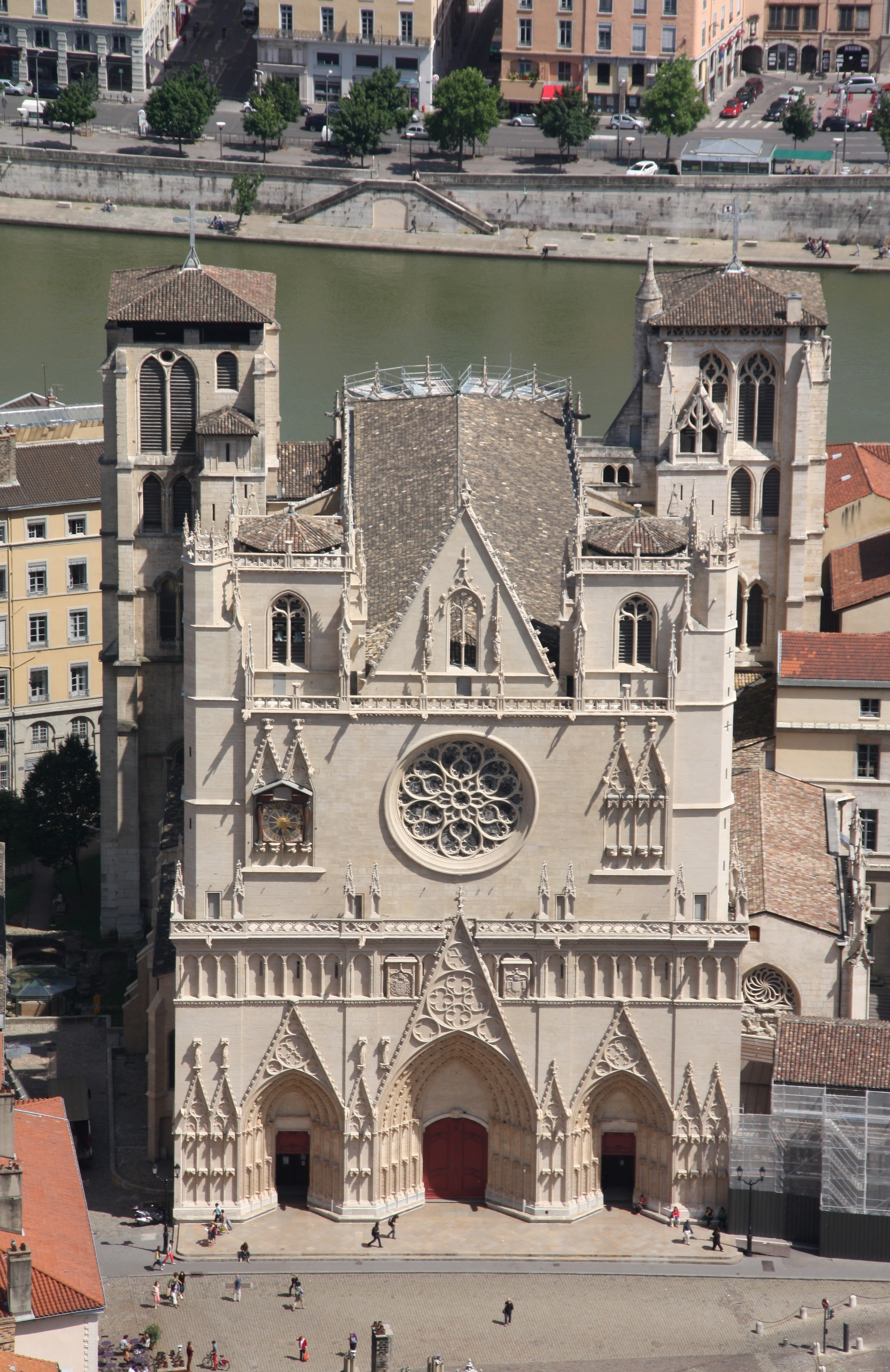
Kathedrale Saint-Jean

Erst im 11. Jahrhundert erlangte Lyon wieder größere überregionale Bedeutung, als Papst Gregor VII. am 20. April 1079 in der Päpstlichen Bulle Antiqua sanctorum patrum das Primat der Lyoner Kirche vor den Kirchen von Rouen, Tours, Sens und deren Suffraganen bestätigte und damit die Lyoner Kirche zur ersten unter allen Kirchen Galliens und damit zum Hauptsitz Galliens (Prima sedes Galliarum), erklärte. Während die drei oben genannten Bischofssitze in Frankreich lagen, war Lyon einige Jahre zuvor, im Jahre 1032, als Teil des Königreichs Burgund (Arelat) an das Heilige Römische Reich gefallen. Daher stützte und stärkte Kaiser Friedrich I. diese vorrangige Stellung der Kirche Lyons in der darauf folgenden Zeit, indem er beispielsweise 1184 dem Erzbischof Johannes von Lyon Freiheit und Immunität für die Besitzungen seiner Kirche gewährte und ihn zum Exarchen der burgundischen Pfalz und obersten Fürsten seines Rates ernannte.
Der Erzbischof von Lyon, heute Philippe Barbarin, wird traditionell zum Kardinal erhoben und ist nach wie vor der Primas der katholischen Kirche in Frankreich. Im 13. Jahrhundert fanden zwei bedeutende Kirchenversammlungen statt, das erste (1245) und das zweite Konzil von Lyon (1274). Einer der Teilnehmer, der Kirchenlehrer Bonaventura, ist in der Église Saint-Bonaventure begraben. 1310 wurde die Stadt von französischen Truppen besetzt; die Pest wütete 1348 in Lyon.

### Neuzeit

#### 16. bis 19. Jahrhundert

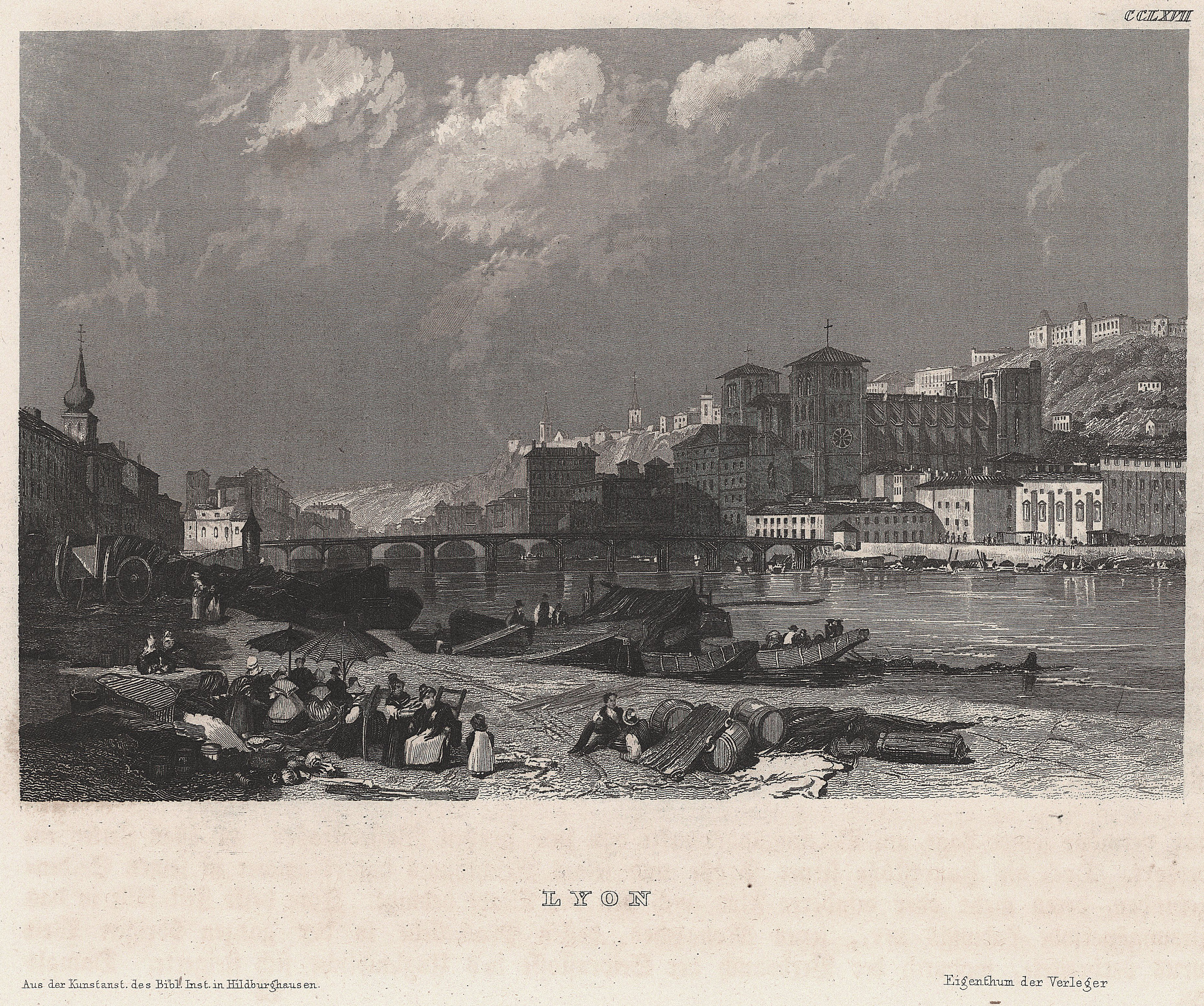
Stadtpanorama um 1840

1529 kam es zu einem Aufstand der Armen in Lyon, darauf gründeten die Bürger der Stadt eine Armenstiftung. 1536 begann in Lyon die Seidenweberei, die eine lukrative Einnahmequelle wurde und in den kommenden Jahrzehnten expandierte. Die Stadt war um 1550 Zentrum der Lyoneser Dichterschule. Um 1664 verwunderte sich der Geistliche Abbé Locatelli aus Bologna über die lockeren Sitten, die Frauen und Männer auf den Straßen in ihrem täglichen Umgang miteinander pflegten.
1786 traten die Seidenarbeiter und Hutmacher in den Streik. Sie waren Heimarbeiter, die von Händlerfabrikanten Rohstoffe bezogen und an diese zurückverkaufen mussten, was die Streikenden als „Sklaverei“ anprangerten. Der Streik wurde niedergeschlagen, doch erlangten die Arbeiter Repräsentation in den États généraux. Während der Französischen Revolution war Lyon das Hauptwiderstandszentrum gegen den Nationalkonvent im südlichen Frankreich. Lyon war nicht nur ein Refugium für die Girondisten, die sich von den Jakobinern abgespalten hatten, sondern auch für Royalisten. 4 % der Bevölkerung waren 1790 deren Dienstboten.
Nachdem hier die jakobinische Stadtverwaltung verjagt worden war, entschloss sich der Nationalkonvent zu einem militärischen Vorgehen gegen die abtrünnige Stadt. Am 9. Oktober 1793 wurde Lyon nach 66 Tagen Belagerung von den Truppen des Nationalkonvents erobert. Unter Vorsitz der Konventsmitglieder Collot d’Herbois und Fouché folgte in den folgenden sechs Monaten ein blutiges Strafgericht, dem 1962 Stadtbewohner zum Opfer fielen. Schließlich ordnete der Nationalkonvent sogar an, dass die Häuser aller „Gegner der Revolution“ abzureißen seien. Lyon sollte zu einer „Ville sans Nom“ („Stadt ohne Name“) werden. Betroffen waren von dieser Maßnahme vor allem die Gebäude an der großen und zentralen Place Bellecour; sie wurde unter Napoleon Bonaparte wieder aufgebaut.

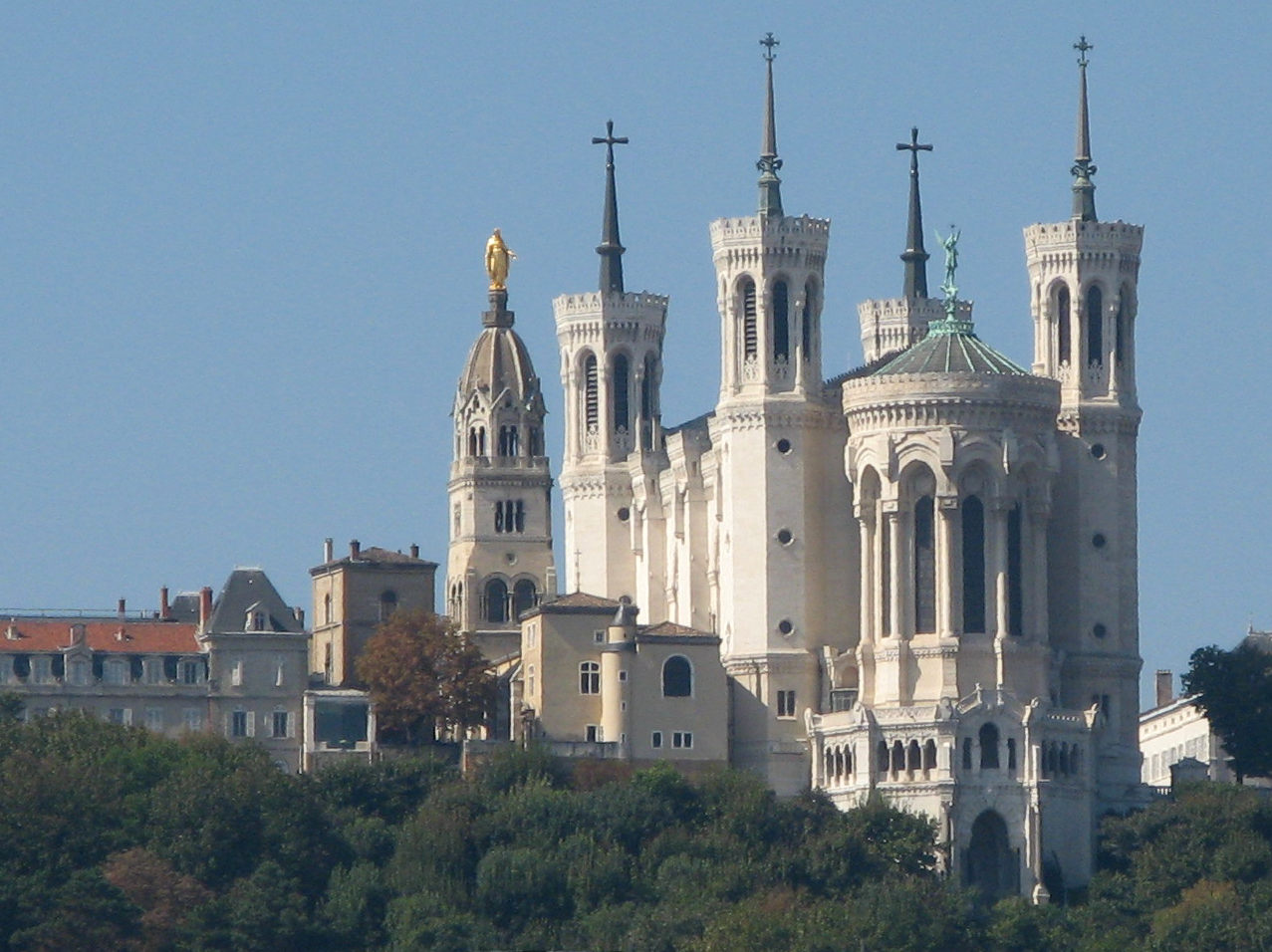
Die viertürmige Basilika Notre-Dame de Fourvière

Im 19. Jahrhundert entwickelte sich Lyon zu einer bedeutenden Industriestadt, blieb aber auch ein Zentrum der Seidenindustrie. 1831 und 1834 erlebte die Stadt zwei große Revolten der Seidenweber (französisch Canuts), die vom französischen Militär niedergeschlagen wurden und jeweils hunderte Todesopfer forderten. Im Oktober/November 1840 litt die Stadt unter Überschwemmungen. Am 24. Februar 1848 entstand in Lyon ein Tumult, als die Nachricht von der Revolution in Paris eintraf. Am 15. Juni 1849 brach in Lyon ein Volksaufstand aus, der in Verbindung mit dem Pariser Tumult stand; die Revolte wurde durch die Truppen unter General Magnan niedergeworfen. Am 22. März 1871 kam es zu den blutigen Aufständen der Kommune, die das Rathaus besetzte. Dort wurde mit Unterstützung eines Teils der Offiziere, die sich mit der Pariser Kommune solidarisch erklärten, die zweite Kommune von Lyon proklamiert. Die Mehrheit der Armeeleitung setzte sich durch und beendete die Kommune am Morgen des 25. März 1871. Die Maurer und Steinmetze, die in der folgenden Zeit Lyon zur Industriemetropole ausbauten, stammten zumeist aus dem Limousin, sie waren im Syndicat des Maçons de Lyon et du Rhône organisiert. 1872 und 1894 fanden hier große Industrieausstellungen statt. Beim Besuch der letzteren wurde Präsident Carnot am 24. Juni 1894 und nach dem Justizversagen im Fall von Aigues-Mortes vom Anarchisten Sante Geronimo Caserio ermordet. In Lyon folgten Ausschreitungen gegen italienische Arbeitsmigranten.

#### 20. Jahrhundert
1926 lebten rund 60.000 Ausländer im Großraum Lyon, die meisten waren Italiener. 2000 waren Russen. 1905 begann die erste Amtszeit von Édouard Herriot als Bürgermeister.
Im Zweiten Weltkrieg wurde Lyon am 19. Juni 1940 von der Wehrmacht besetzt, den Vereinbarungen des Waffenstillstands folgend aber Anfang Juli geräumt. Das Vichy-Regime setzte seine Politik in Lyon mit den Präfekten Alexandre Angeli durch. Sein Vorgesetzter Philippe Pétain trat noch am 6. Juni 1944, dem D-Day, hier vor seinen Anhängern auf. Unter erneuter deutscher Besatzung war Lyon ein Zentrum der Résistance. 
Am 26. Mai 1944 wurde Lyon Ziel eines schweren Luftangriffs, durch den zahlreiche Eisenbahnlinien zerstört wurden. Der Angriff von mehreren hundert amerikanischen Bombern forderte 717 Menschenleben, 1.129 Verletzte und 25.000 weitere Leidtragende. Das Bombardement sollte die Bahngleise wenige Tage vor der Landung in der Normandie zu zerstören, um die Deutschen daran zu hindern, sich Verstärkung zu holen. Betroffen waren vor allem die Bahnstrecke vom Gare de la Mouche zur Perrachebahn sowie der Sektor des Gare de Vaise. Da die Bombardements aus großer Höhe stattfanden und wenig präzise waren, verursachten sie zahlreiche Kollateralschäden, vor allem entlang der Avenue Berthelot und bei Vaise. Auch das Hauptquartier der Gestapo wurde stark beschädigt, obwohl sie nicht Ziel des Angriffs war.
Vom 17. bis 21. August 1944 holten die deutschen Besatzer 109 Personen (davon 72 Juden) aus dem Gefängnis Montluc und erschossen sie auf dem Flugfeld von Bron. 120 weitere zivile Geiseln brachten sie am 20. August 1944 in das Fort de Côte-Lorette in Saint-Genis-Laval, wo sie sie ebenfalls erschossen. Am 24. August 1944 wurden Streiks ausgerufen. Im nahen Villeurbanne war ein Aufstand ausgebrochen. Yves Farge konnte überlebende französische Geiseln in Montluc gegen deutsche Kriegsgefangene freipressen. Dennoch begingen Deutsche ein Massaker in der Rue Tronchet und erschossen fünf Geiseln in Vénissieux. Am 27. August standen in Oullins erste Barrikaden und am nächsten Tag rief das Comité de libération du Rhône in Plakaten zum Volksaufstand „Insurrection générale“ auf. Am 2. September 1944 sprengten die Deutschen die Brücken und zogen ab. Am 3. September 1944 wurde Lyon durch die 1. Division der Forces françaises libres und die Forces françaises de l’intérieur befreit.
Unter dem langjährigen Bürgermeister Louis Pradel (1957–1976) kam es zu durchgreifenden Modernisierungen der städtischen Infrastruktur, aber auch zu Verlusten an historischer Substanz. Pradels Plan, durch das Stadtviertel Vieux Lyon, eines der größten erhaltenen Renaissanceviertel Europas, eine Schnellstraße zu bauen, führte zu Bürgerprotesten und zur Einführung des Gedankens des Ensembleschutzes ins französische Denkmalschutzrecht durch Kulturminister André Malraux.

### Bevölkerungsentwicklung

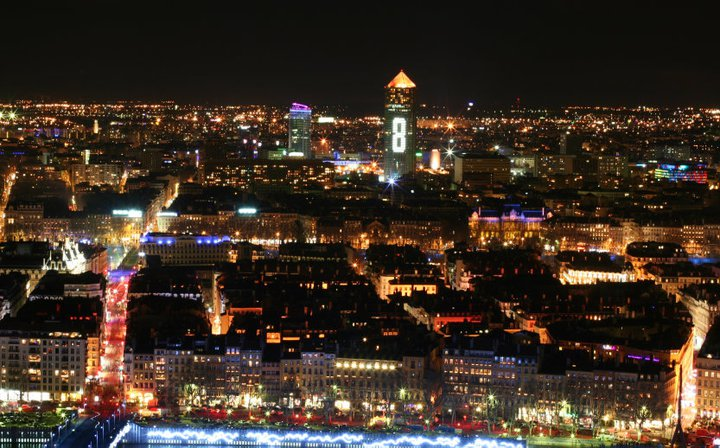
Das Zentrum Lyons bei Nacht

Während in den letzten Jahrzehnten die Einwohnerzahl der Kernstadt stagniert bzw. leicht zurückgegangen ist, ist die Zahl der Einwohner der Metropolregion von 1.334.388 im Jahr 1962 auf 2.310.850 im Jahr 2016 gestiegen. Seit den 1990er Jahren steigt auch die Einwohnerzahl der Kernstadt wieder.
| Jahr                       | 1962      | 1968      | 1975      | 1982      | 1990      | 1999      | 2006      | 2011      | 2016      | 2021      |
| -------------------------- | --------- | --------- | --------- | --------- | --------- | --------- | --------- | --------- | --------- | --------- |
| Kernstadt                  | 535.746   | 527.800   | 456.716   | 413.095   | 415.487   | 445.452   | 472.305   | 491.268   | 515.695   | 522.250   |
| Metropolregion             | 1.334.388 | 1.496.782 | 1.634.168 | 1.707.370 | 1.829.531 | 1.947.627 | 2.085.107 | 2.188.759 | 2.310.850 | 2.323.221 |
| Quellen: Cassini und INSEE |           |           |           |           |           |           |           |           |           |           |

## Wirtschaft und Infrastruktur

### Wirtschaft
Laut einer Studie aus dem Jahr 2014 erwirtschafte Lyon ein Bruttoinlandsprodukt von 97 Milliarden US-Dollar in Kaufkraftparität. In der Rangliste der wirtschaftsstärksten Metropolregionen weltweit belegte die Stadt damit den 140. Platz. Das BIP pro Kopf liegt bei 43.316 US-Dollar (KKP).
Lyon ist eines der ältesten Zentren der französischen Fayence-Herstellung. Seit 1512 wird hier Fayence gefertigt, anfangs wohl von italienischen Einwanderern. Die Erzeugnisse des späten 16. Jahrhunderts erinnern an zeitgenössische Majoliken aus Urbino.
Das bekannteste Unternehmen aus Lyon ist wohl die Großbank Crédit Lyonnais, deren Hauptsitz sich in einem markanten Hochhaus namens Tour Part-Dieu im Osten der Stadt befindet. Das Gebäude wird wegen seiner Form Crayon (Bleistift) genannt.
Daneben ist Lyon ein wichtiger Standort des Pharma-Unternehmens Sanofi, dessen Vorläufer Rhône-Poulenc seinen Hauptsitz in Lyon hatte, sowie Boehringer Ingelheim Animal Health. In der Stadt befindet sich die europäische Hauptgeschäftsstelle von Bayer CropScience. Mit Norbert Dentressangle hat einer der größten Logistikanbieter Frankreichs seinen Sitz in Lyon. Ebenfalls ansässig im Großraum ist der belgische Chemiekonzern Solvay mit mehreren Chemiefabriken und einem Verwaltungszentrum im Geschäftsviertel La Part-Dieu.
Außerdem haben in Lyon der paneuropäische Fernsehsender Euronews und das Montanunternehmen Gindre Duchavany sowie der Softwarehersteller Cegid ihren Hauptsitz.
Ferner existieren Raffinerien und weitere Industrie.
In einer Studie des Beratungsunternehmens Mercer zur Lebensqualität in 241 Städten der Welt belegte Lyon den 38. Platz und lag damit sechs Ränge hinter Paris (Stand: 2023).
In der Stadt befand sich eine der ältesten Wertpapierbörsen der Welt – die Börse Lyon –, welche jedoch heute nicht mehr aktiv ist.

### Verkehr

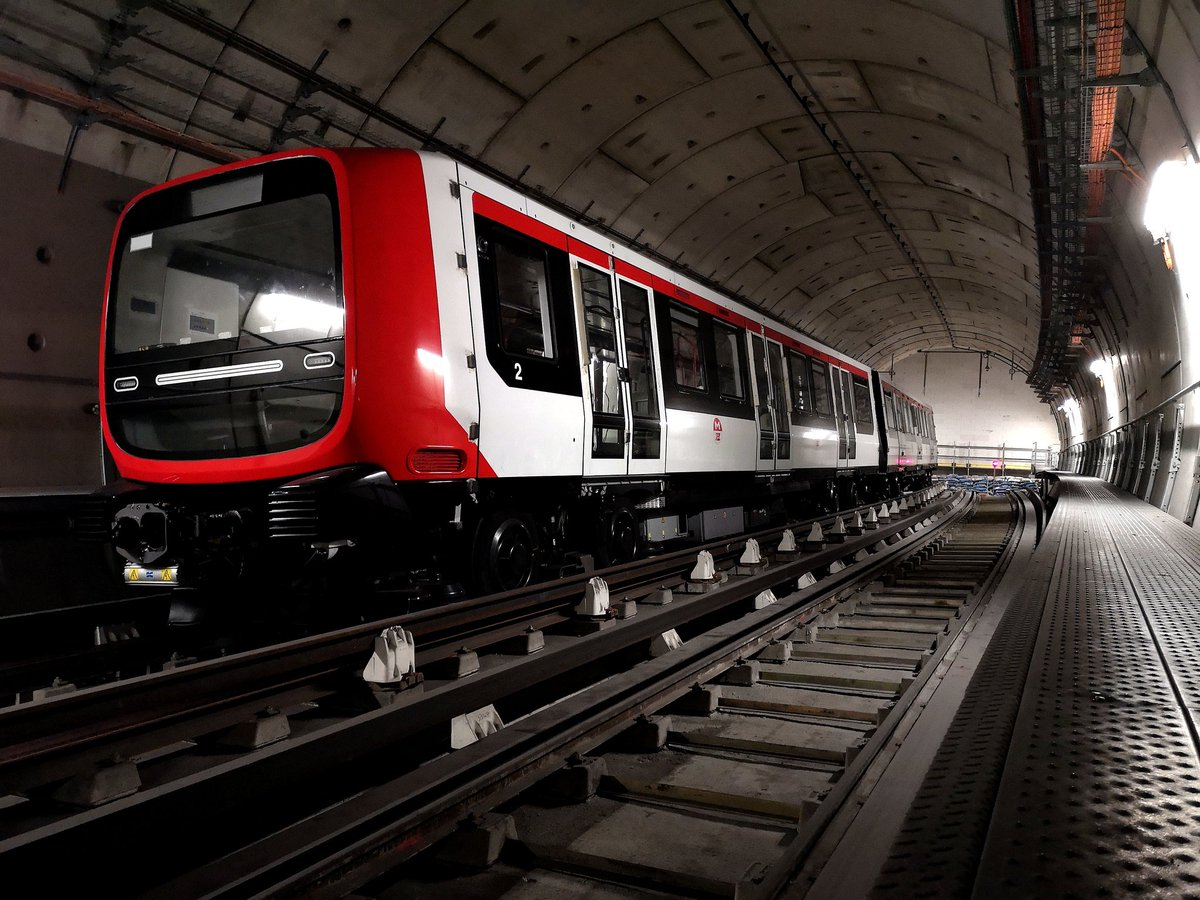
Métro Lyon

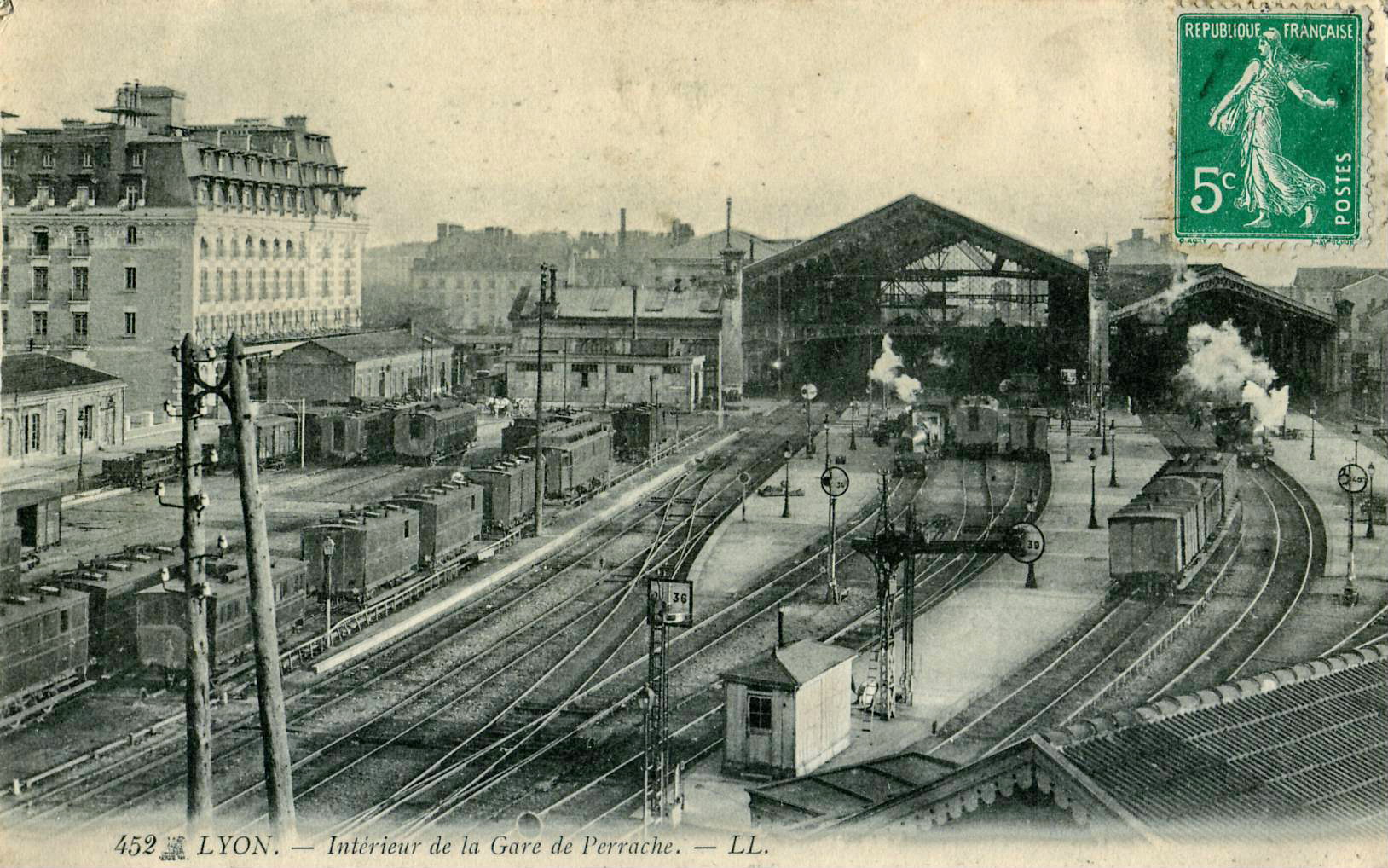
Bahnhof Lyon-Perrache (um 1910)

#### Personennahverkehr
Bis in die 1950er Jahre gab es in Lyon ein umfassendes Netz von Trambahnlinien, die zum Teil weit über das Stadtgebiet, zum Teil bis in die Nachbardépartements reichten. Sie wurde von der städtischen Verkehrsgesellschaft Omnibus et tramways de Lyon (OTL) dominiert, die nach und nach Strecken von konkurrierenden Unternehmen übernahm, die nicht mehr selbständig arbeiten konnten. Begonnen hatte der Boom nach Konzessionen für die Öffentliche Personenverkehrsversorgung in den späten 1880er Jahren.
Die U-Bahn (Métro) umfasst heute vier Linien, von denen zwei fahrerlos (Linien B und D) und eine mit Zahnradbetrieb (Linie C) unterwegs ist. Daneben gibt es mit der Standseilbahn Saint-Jean–Saint-Just und der Standseilbahn Saint-Jean–Fourvière noch zwei von ehemals fünf Drahtseilbahnlinien (Funiculaire). Wegen des Seils haben sie den Spitznamen Ficelle (Bindfaden). Als Erweiterung des bestehenden Bus- und Oberleitungsbus-Netzes wurden ab 2000 sechs Straßenbahnlinien in Betrieb genommen. Seit einiger Zeit gibt es als Ergänzung zum klassischen ÖPNV ein System von Leihfahrrädern (Vélo’v), die als Vorbild für das 2007 in Paris eingeführte System Vélib zu sehen sind. Die Stationen sind über die ganze Stadt verteilt und in der ersten halben Stunde ist die Miete kostenlos. Der Fahrradverkehr gewinnt in Lyon zunehmend an Bedeutung, weshalb ein umfassendes Netz an Radwegen gebaut wurde. Bis zum Jahr 2030 soll dieses flächendeckend auf die gesamte Stadt ausgedehnt werden.

#### Straßenverkehr
Die vielbefahrene Nord-Süd-Verbindung Autoroute du Soleil unterquert Lyon an der Westseite der Altstadt in einem Tunnel.

#### Schienenverkehr

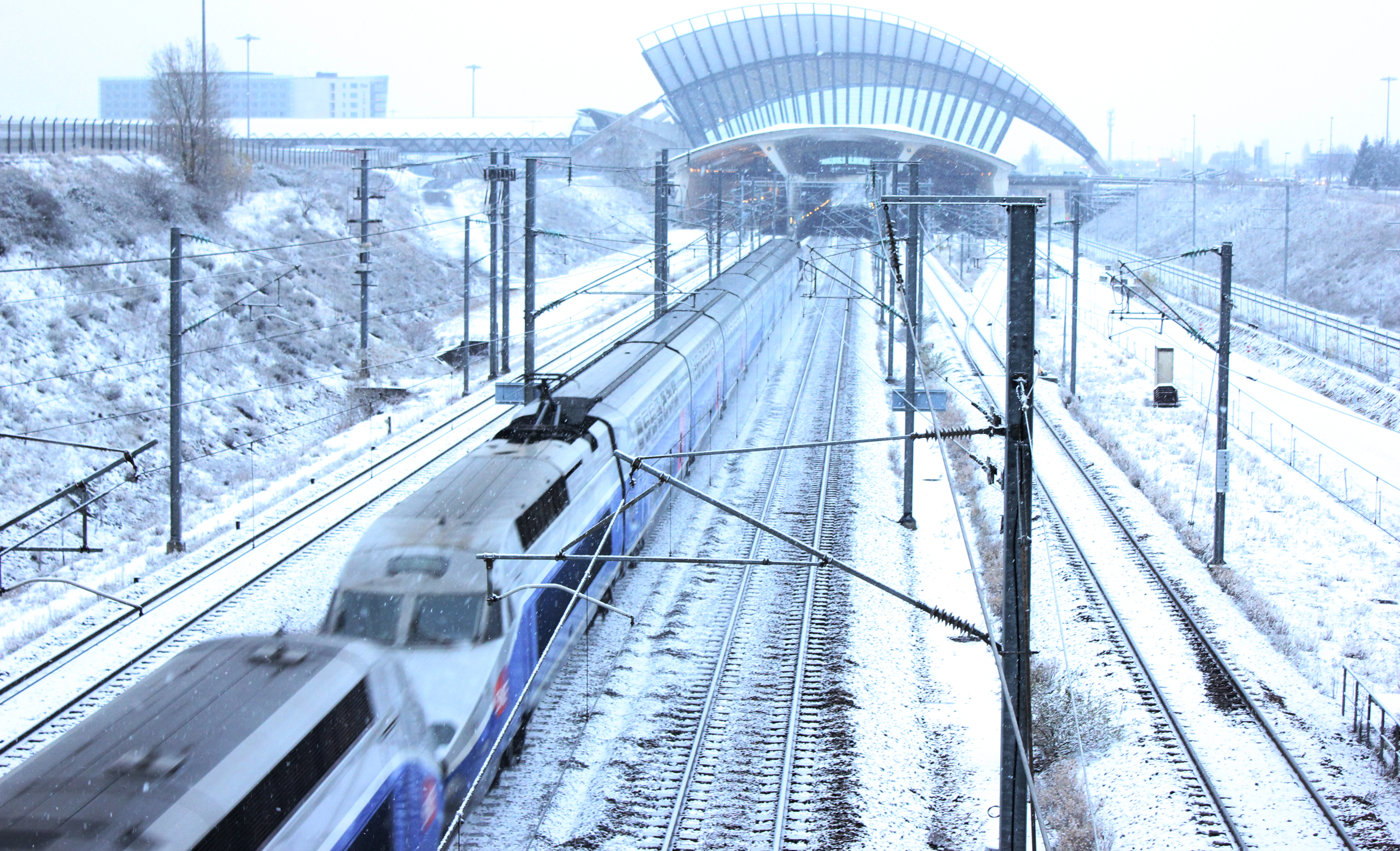
Bahnhof Lyon-Saint-Exupéry TGV

Lyon ist Frankreichs zweitgrößter Eisenbahnknotenpunkt mit den Bahnhöfen Perrache und Part-Dieu sowie dem Rangierbahnhof Sibelin. 1981 war Lyon die erste Stadt, die mit Paris durch den TGV verbunden wurde. Seitdem ist die 466 Kilometer entfernte Stadt von Paris aus in zwei Stunden erreichbar. Die wichtige LGV-Méditerranée-Linie von Paris nach Marseille führt über den ebenfalls architektonisch bedeutsamen Bahnhof Lyon-Saint-Exupéry TGV. Lyon verfügt über eine Verladestelle für Autoreisezüge.

#### Wasserverkehr
Für die Rhoneschifffahrt befindet sich südlich der Stadt am östlichen Flussufer der große Frachtguthafen Port de Lyon Edouard Herriot mit multimodalen Umschlageinrichtungen. In der Nähe des Hafens liegt der Sitz der Infrastrukturfirma Compagnie nationale du Rhône, die den Lauf der Rhône von Lyon bis Marseille für die Schifffahrt und die Energiegewinnung ausgebaut hat.

#### Luftverkehr
Der internationale Flughafen Lyons liegt in Colombier-Saugnieu, etwa 25 km östlich der Stadt. Er ist nach Antoine de Saint-Exupéry benannt.

### Bildung und Forschung

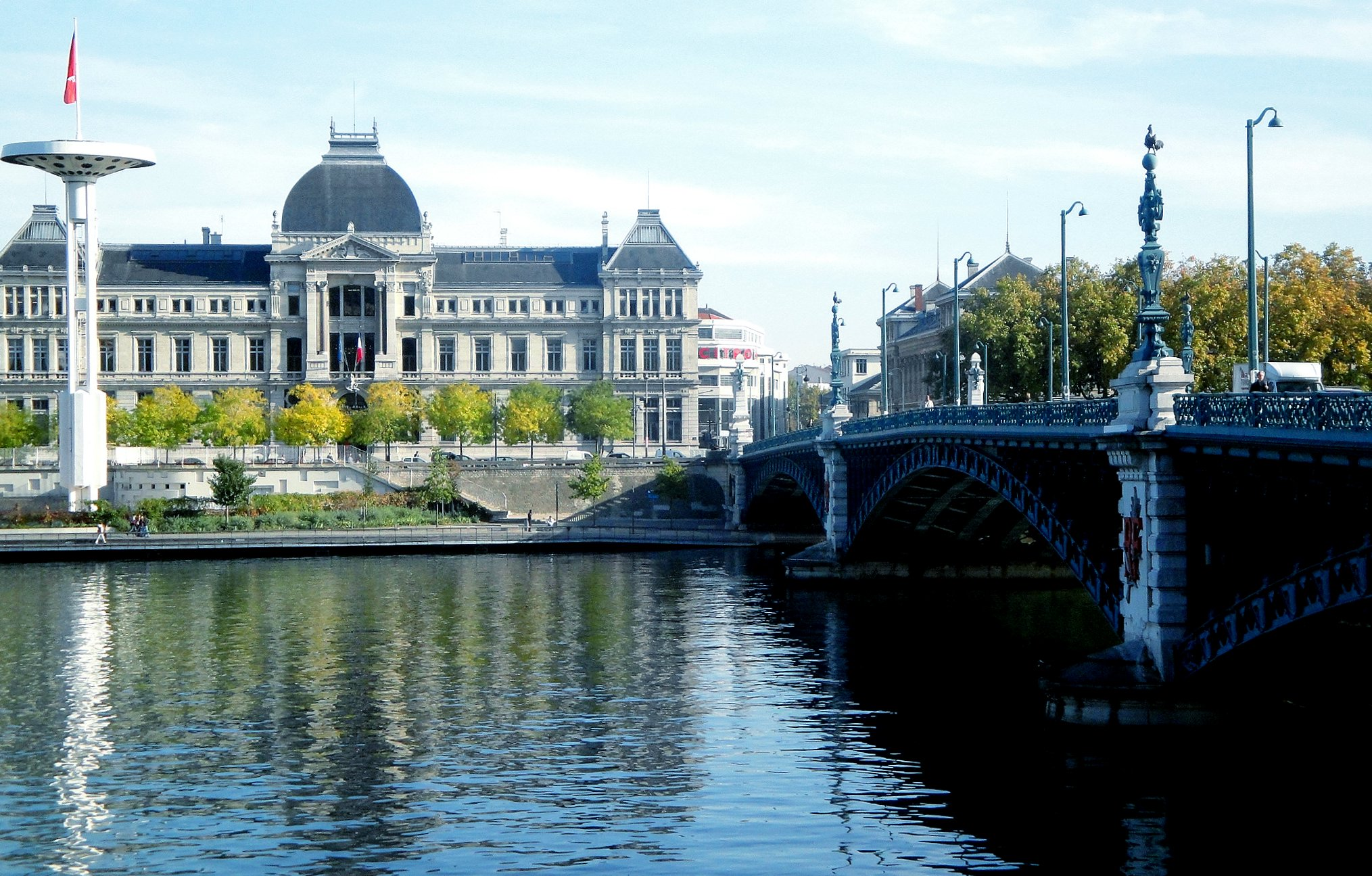
Université Jean Moulin Lyon 3

Zahlreiche Elitehochschulen, sogenannte Grandes écoles, haben hier ihren Sitz:
- das politikwissenschaftliche Institut d’Études Politiques (Sciences-Po) de Lyon.[35]
- die bibliothekswissenschaftliche École nationale supérieure des sciences de l’information et des bibliothèques.[36]
- die Kunsthochschule École nationale supérieure des beaux-arts de Lyon (ENSBA Lyon)[37]
- die Wirtschaftshochschule École supérieure de commerce de Lyon (ESC Lyon), die jetzt École de Management (EMLYON Business School) heißt
- die Wirtschaftshochschule École supérieure pour le développement économique et social
- die Hochschule für Lehrer École normale supérieure de Lyon
- die Hochschule École pour l’informatique et les techniques avancées
- die Hochschule Institut polytechnique des sciences avancées
- die Hochschule Institut Sup’Biotech de Paris, Campus Lyon
- eine Hochschule mit Schwerpunkt Architektur, die École nationale supérieure d’Architecture de Lyon[38]
- die ingenieurwissenschaftliche Hochschule École Centrale de Lyon
- das ingenieurwissenschaftliche Institut national des sciences appliquées de Lyon
- die naturwissenschaftliche Hochschule École supérieure de chimie, physique, électronique de Lyon (CPE Lyon)
- die Schauspielschule École nationale supérieure des arts et techniques du théâtre

- Zum Verbund der Universität Lyon gehören
  - die naturwissenschaftlich ausgerichtete Université Claude Bernard Lyon 1,
  - die geisteswissenschaftlich ausgerichtete Université Lumière Lyon 2
  - und die Université Jean Moulin Lyon 3 mit Schwerpunkt Rechtswissenschaften.
- Ferner gibt es die private Université Catholique de Lyon.

Außerdem bestehen folgende Hochschulen:
- die IDRAC École de Commerce (IDRAC Lyon)
- die École de commerce européenne de Lyon (ECE Lyon)
- die private École catholique des arts et métiers (ECAM Lyon)
- École nationale vétérinaire de Lyon, 1761 als erste tiermedizinische Ausbildungseinrichtung Europas gegründet (VetAgro Sup)
- die École nationale des travaux publics de l’État (ENTPE)

## Kultur

### Lyoner Küche

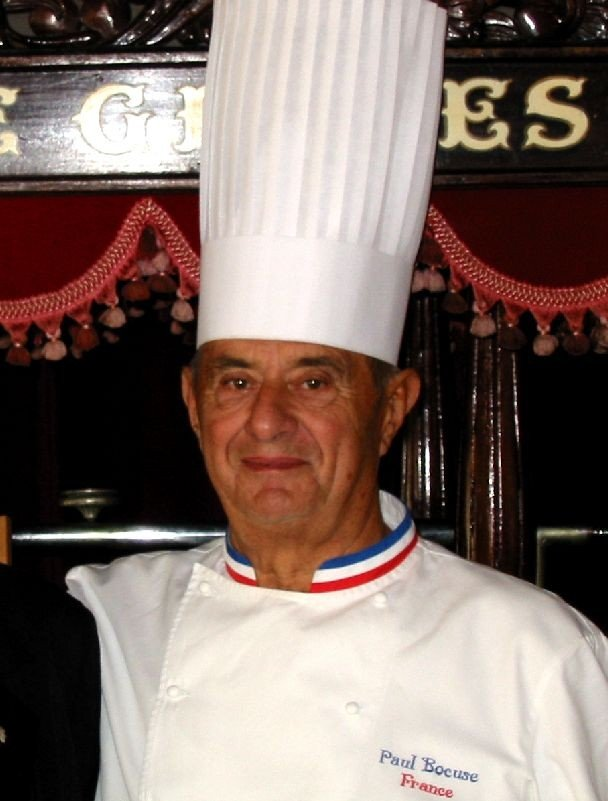
Küchenchef Paul Bocuse

Lyon ist für seine Gastronomie berühmt. Die Lyoner Küche (auch Lyoneser Küche) ist einfach und beruht auf regionalen Produkten (Appellation d’Origine Contrôlée, abgekürzt: AOC) wie Geflügel aus der Bresse (Bressehuhn), Forellen aus den Flüssen der Alpen, aus den vielen Seen Hecht, Saibling, Felchen, Aal und Flusskrebse, Karpfen aus der Dombes, Obst aus den Monts Lyonnais und dem Rhônetal, Gemüse aus dem Flachland des Departements Ain, die Artischocken aus Vaulx-en-Velin, Käse aus der Dauphiné und dem Département Ardèche, Wein aus dem Beaujolais, aus der Region Côtes du Rhône, aus dem Bugey und dem Burgund.
Aus der Region um Lyon kommen auch viele weltbekannte Käse, darunter der Tomme de Savoie (ein milder Weichkäse) und der Beaufort (der Gruyère aus Savoyen), die Bergkäse Chevrotin des Alpes, Reblochon und Dauphinois, der Vacherin de Chambéry (ein cremiger Käse, der mit einem Löffel gegessen wird), die Blauschimmelkäse Bleu de Bresse und Bleu de Gex und der Ziegenkäse Chevretons du Beaujolais und der Saint-Marcellin aus der Dauphiné. In der Region gibt es 17 Mineralquellen, darunter das Mineralwasser Evian. Der Chartreuse, ein Kräuterlikör, den Kartäusermönche der Großen Kartause bei Grenoble herstellen, stammt aus der Region.
Große Küchenchefs, wie Paul Bocuse, Pierre Orsi, Alain Chapel, Georges Blanc, Jean-Paul Lacombe, Guy Lassausaie oder Christian Têtedoie und auch der Mitbegründer der Restaurantkritik, Jean Anthelme Brillat-Savarin, haben zum guten Ruf der Lyoner Gastronomie beigetragen. Sie stehen in der gastronomischen Tradition der Mères Lyonnaises (Mütter von Lyon). Diese standen zuerst im Dienst großer Familien der Bourgeoisie und machten sich in der zweiten Hälfte des 19. Jahrhunderts selbstständig. Zu ihren Kunden gehörten Handwerkergesellen, die durch Frankreich reisten. Paul Bocuse hatte seine Karriere am Küchenherd der Mère Brazier begonnen, Georges Blanc ist ein direkter Nachfahre der Mère Blanc – andere berühmte Mères Lyonnaises sind: La Mère Vittet, la Mère Guy, la Mère Fillioux (Lehrmeisterin von Mère Brazier), la Mère Poupon, la Mère Brigousse, la Mère Léa und la Grande Marcelle.
Berühmte Gerichte, die in den typischen Bouchons, kleinen Restaurants mit traditioneller Küche, serviert werden, sind: Saladier lyonnais (ein Salat aus Schafsfüßen, Heringsfilets, Geflügelleber und hartgekochten Eiern), das Gratin dauphinois, die Pommes dauphine, die Lyoner Quiche, gebratene Froschschenkel, Poularde demi-deuil (Hähnchen mit Trüffeln unter der Haut), Poularde mit Flusskrebsen und Morcheln, Coq au Vin (Hahn in Wein geschmort), Tripes à la lyonnaise (Kutteln und ausgelöste Rinderfüße in Tomaten-Weißweinsauce), Quenelles (Fischklößchen, meist aus Hecht) an Sauce Nantua, Andouillette à la lyonnaise (Wurst aus Schweineinnereien und Kalbfleisch), Rosette de Lyon (eine luftgetrocknete, salamiartige Wurst), Rochen, Kaninchen mit Kastanien, Cardons à la moelle (Lauch mit Knochenmark), Cervelas Lyonnais (Brioche gefüllt mit einer Mischung aus Wurst, Trüffel und Pistazienkernen), Croquette de Valence (Crêpe gefüllt mit Schinken, Wildgeflügel und Pilzen), Walnuss-Torte, karamellisierte Äpfel und Bugnes de Lyon (Mini-Beignets mit Zitronenaroma). Die weltweit bekannteste Fleischwurst aus Lyon ist die Lyoner, dort wird sie einfach Cervelas genannt.

### Architektur

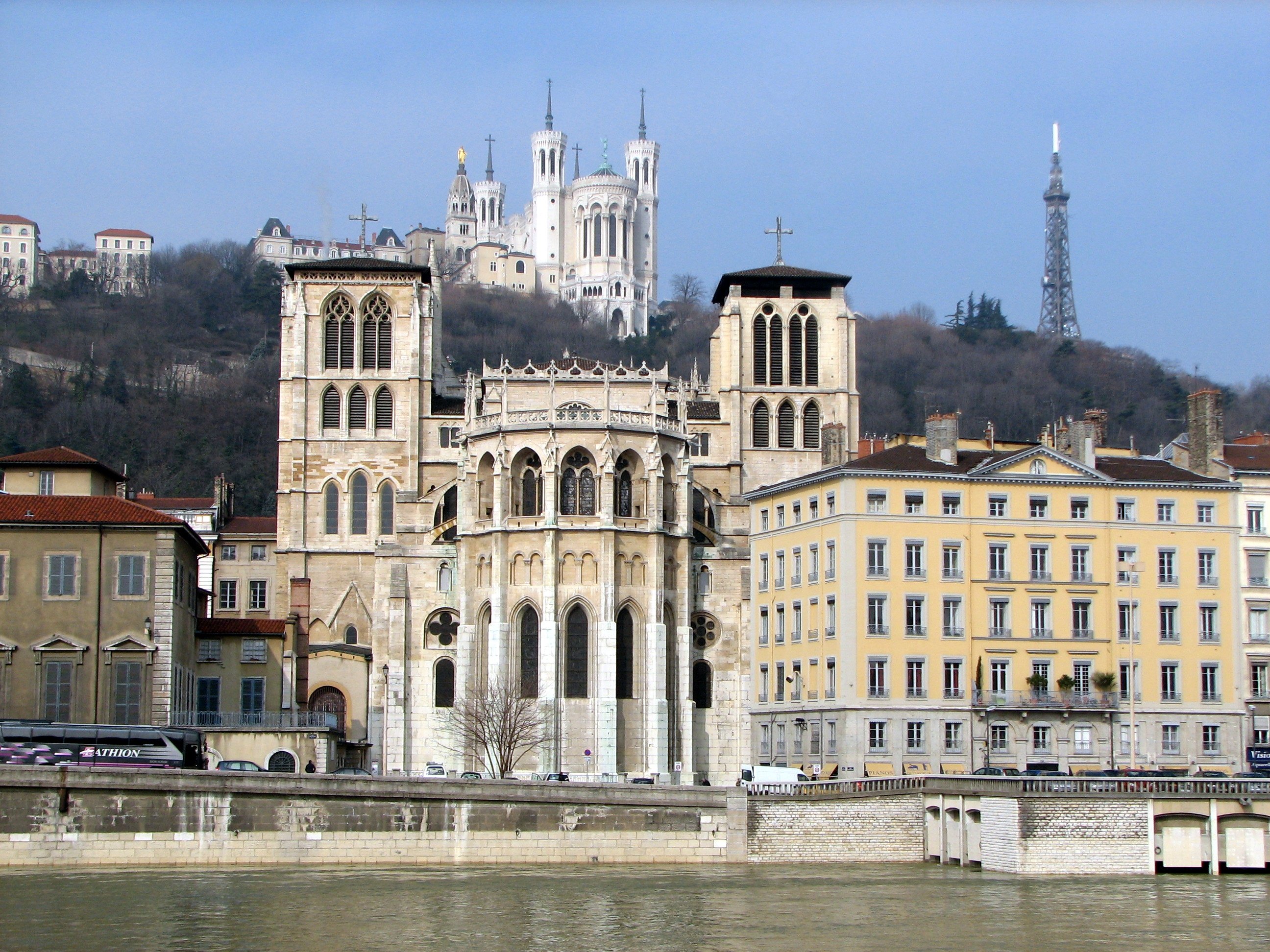
Die Kathedrale Saint-Jean, Notre-Dame de Fourvière und der Tour métallique

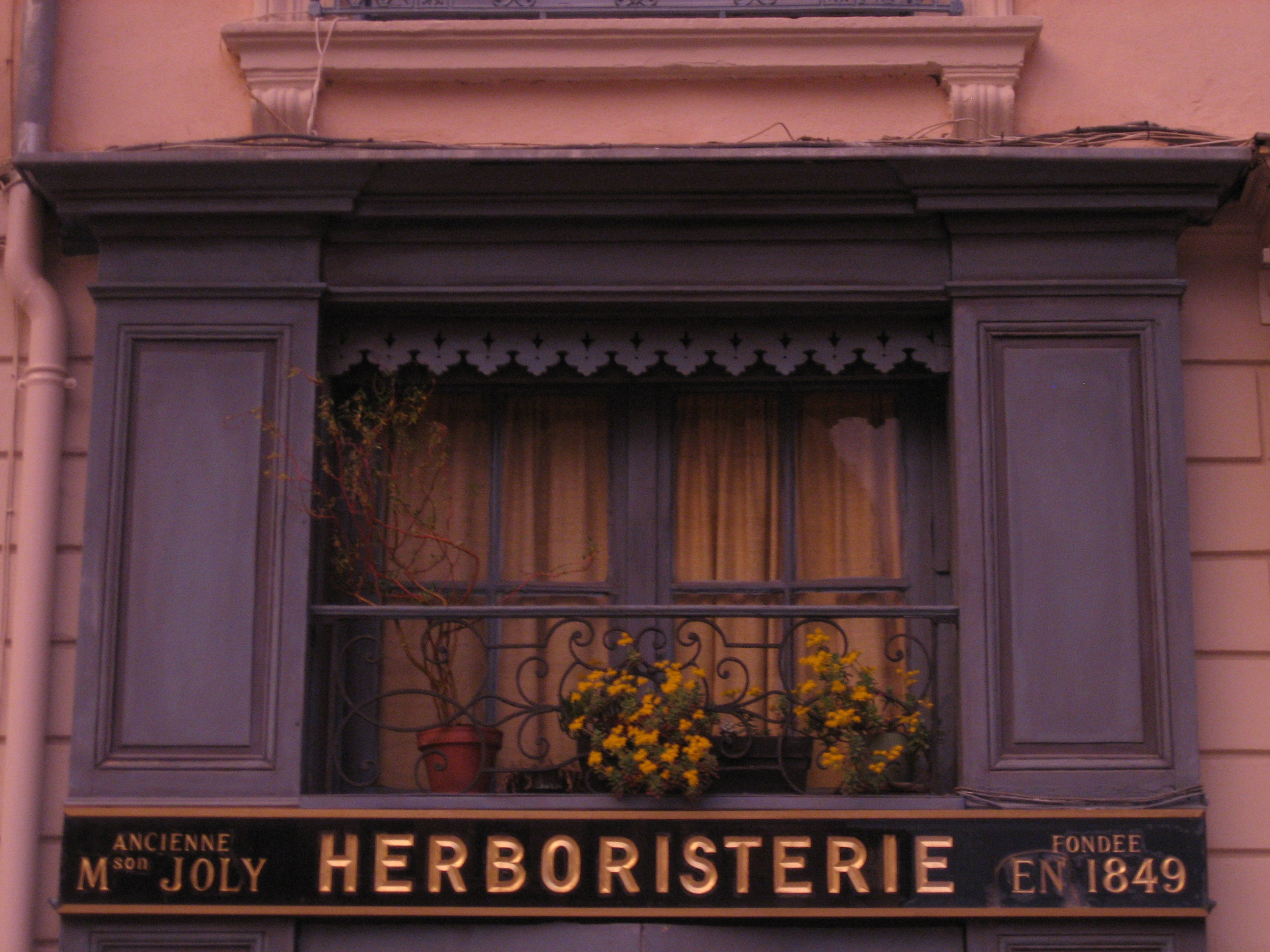
Kräutermedizin in Lyon

Von den vielen bedeutenden Kirchengebäuden aus verschiedenen Epochen zählen die Kathedrale und Notre-Dame de Fourvière zu den Wahrzeichen der Stadt.
Auf dem Fourvière-Hügel im Westen der Stadt befindet sich ein Theater aus der Römerzeit, das auch heute noch für Aufführungen, vor allem in den Sommermonaten, genutzt wird sowie ein Odeon. Westlich der antiken Bauten liegt der Monumentalfriedhof Cimetière de Loyasse. Nordöstlich des Fourvière-Hügels, auf dem Croix-Rousse-Hügel stößt man auf die Reste des römischen Amphitheaters.
Die Altstadt von Lyon ist für ihre zahlreichen gut erhaltenen Renaissance-Bauten bekannt und trägt den Titel des UNESCO-Welterbes. Neben der Altstadt ist auch das früher als Arbeiterviertel geltende La Croix-Rousse, das von zahlreichen traboules durchzogen wird. Dabei handelt es sich um durch die Seidenproduktion entstandene besondere Passagen- oder Treppenhauskonstruktionen.
Die Befestigungsanlagen aus dem 19. Jahrhundert (Ceintures de Lyon) wurden teilweise abgerissen (wie das Fort des Brotteaux), teilweise haben sie sich erhalten (wie das Fort Saint-Irénée, das Fort Montluc und das Fort Saint-Jean). Ein bemerkenswertes Bauwerk in Lyon ist der für die Öffentlichkeit nicht zugängliche Tour métallique de Fourvière (Metallturm von Fourvière). Eine moderne Landmarke ist die Tour Part-Dieu.

### Museen
In Lyon gibt es an die 30 Museen, so etwa das Musée des Confluences, das Musée des Beaux-Arts und das Lugdunum-Museum.

### Darstellende Kunst

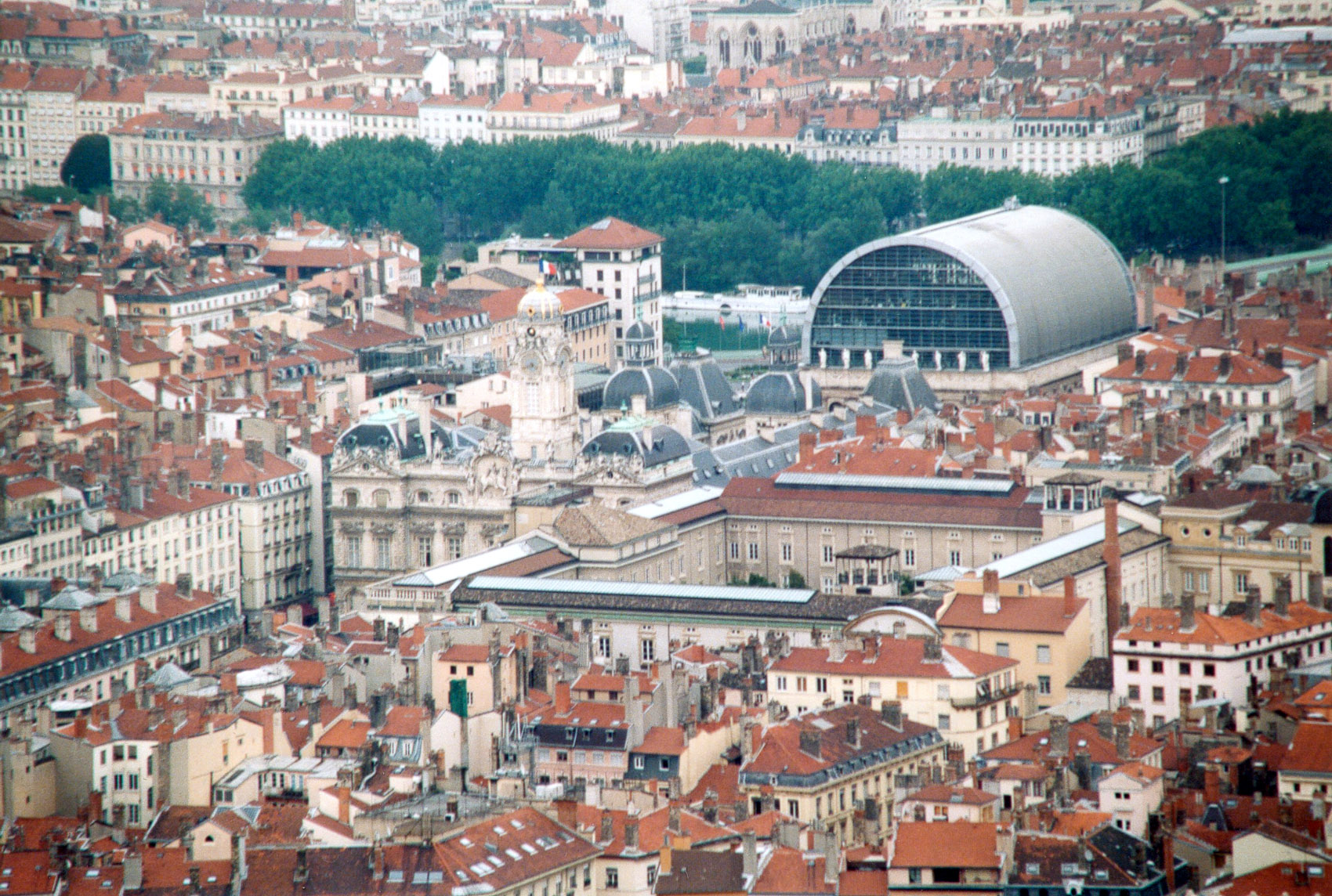
Rathaus und Opernhaus vom Hügel Fourvière aus gesehen

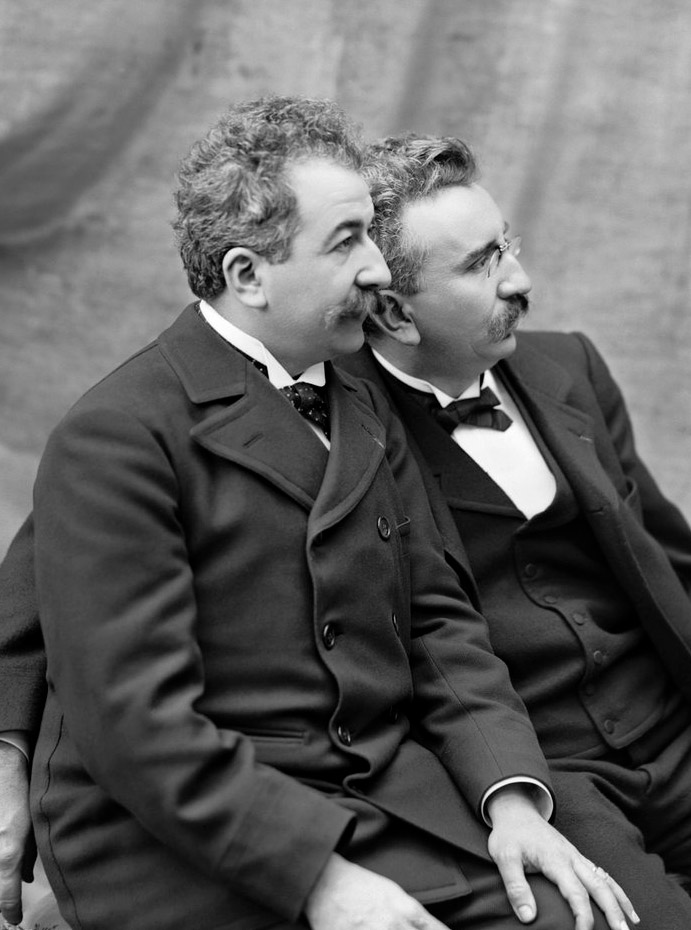
Auguste und Louis Lumière

Ein Lyoner Straßenname dürfte weltweit wohl einmalig sein: die Straße des ersten Films. Die Straße liegt im 8. Arrondissement und befindet sich an der Stelle, an der die Brüder Lumière 1895 den vermutlich ersten Film der Welt gedreht haben. Heute kann man in dieser Straße ein Museum zur Geschichte des Films im ehemaligen Wohnhaus der Familie Lumière besichtigen. In unmittelbarer Nähe wurde für das Institut Lumière (Lichtinstitut) ein modernes Kino erbaut, an der Stelle der ehemaligen Chemiefabrik der Gebrüder.
Neben zahlreichen Theatern und Kinos bietet Lyon auch ein Opernhaus (Opéra national de Lyon), das überregionale Bedeutung hat und dessen Architektur als Meisterwerk des Architekten Jean Nouvel gilt, ein Nationalorchester (Orchestre national de Lyon), ein Nationalkonservatorium sowie zahlreiche bedeutende Chöre.
Lyon ist auch bekannt für sein Marionettentheater, das sich um die stadtgeschichtlich geprägte Figur des französischen Kaspers (Guignol) rankt.
Eine weitere kulturelle Besonderheit ist das Maison de la Danse (Tanzhaus). Dieses bietet ein vollständig auf Tanz in all seinen Formen ausgerichtetes Programm an, von klassischem Ballett über modernen Tango bis zu experimentellem Tanztheater. Alle zwei Jahre organisiert das Maison de la Danse eine jeweils unter einem anderen Thema stehende Biennale, die die gesamte Stadt im September zwei Wochen lang in eine gigantische Tanzbühne verwandelt.
Am linken Saône-Ufer, nördlich des Stadtzentrums, befinden sich Les Subsistances. Der in einem alten Konvent untergebrachte Kulturkomplex widmet sich den aktuellen Ausdrucksformen artistischer Kreation, wie Tanz, Theater, neue Zirkusformen, Video und Computerperformances.

### Wandmalerei
Die inzwischen weltweit tätige Lyoner Künstlergruppe CitéCréation wertete insbesondere den Stadtteil Les États-Unies (8. Arrondissement) mit großflächigen Fresken, Trompe-l’œils und weiteren Wandmalereien auf. Die Murals in Lyon bestehen inzwischen aus über 100 Kunstwerken auf Mauern und Gebäuden mit Motiven aus der Geschichte und dem Leben der Stadt. Die Wandbilder Fresque des Lyonnais aus den Jahren 1994/95 stellen auf einer Fläche von 800 Quadratmetern 24 historische und sechs zeitgenössische Personen aus Lyon dar. Dazu zählen Irenäus von Lyon, Antoine de Saint-Exupéry und Tony Garnier sowie unter den Zeitgenossen Abbé Pierre, Paul Bocuse und Bertrand Tavernier. Auf den Spuren der Wandbilder werden Stadtrundgänge organisiert.

### Stadt der Rosen

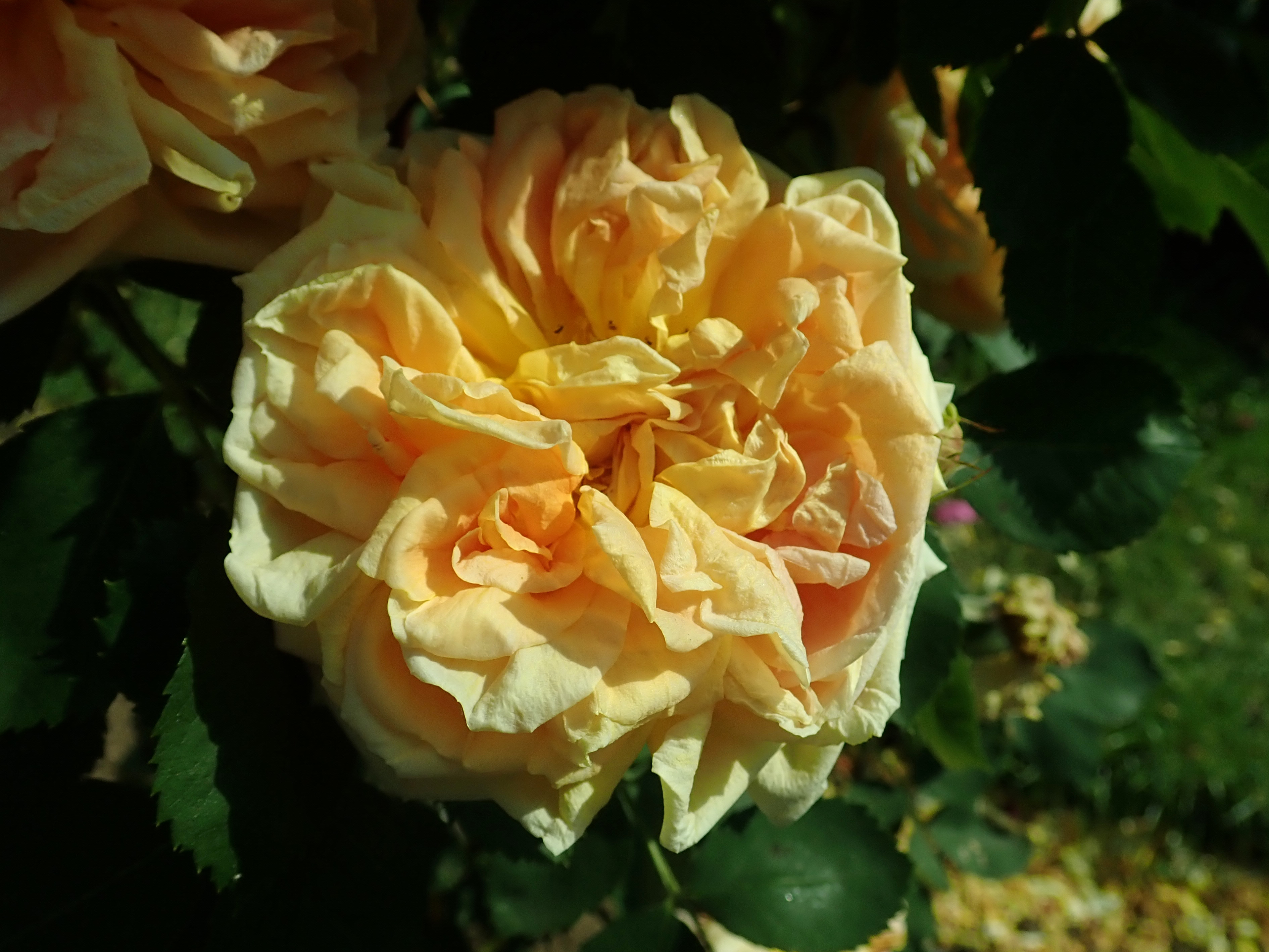
Die Rose 'Soleil d'Or' (1900) von dem Lyoneser Rosenzüchter Joseph Pernet-Ducher

Im 19. und frühen 20. Jahrhundert war Lyon ein Zentrum der Rosenzucht. Einige der Lyoneser Rosenzüchter waren weltberühmt und trugen Bedeutendes zur Entwicklung neuer Sorten bei. So züchtete Jean-Baptiste André Guillot (1827–1893) die berühmte Rose 'La France' (1867), die als erste Teehybride gilt, sowie die ersten Polyantha-Rosen. Der seinerzeit als „Zauberer von Lyon“ bekannte Joseph Pernet-Ducher (1859–1928) wurde für seine Rose 'Soleil d’Or' (1900) berühmt: Diese war die erste wiederholt blühende Teehybride von kräftig gelb-oranger Farbe und begründete eine als Pernetiana bezeichnete Rosenklasse. Andere in oder bei Lyon tätige Rosenzüchter waren Jacques Plantier (1792–1872), Jean-Baptiste Guillot (1803–1882), François Lacharme (1817–1887), Antoine Levet (1818–1891), Claude Ducher (1820–1874), Alexandre Bernaix (1831–1901), Jean Pernet (1832–1896), Joseph Schwartz (1846–1885), Francis Dubreuil (1842–1916). Einige der im 19. Jahrhundert begründeten und in Lyon beheimateten Familienunternehmen von Rosenhändlern und -züchtern existieren heute noch (Stand 2022), wie die von Jean-Baptiste Guillot begründete Roseraie Guillot und die durch Claude Ducher begründete Roseraie Ducher. Auch das von Antoine Meilland (1884–1971) und seinem Sohn Francis Meilland (1912–1958) begründete Rosen-Imperium Meilland hatte seine Wurzeln ursprünglich in Lyon.

### Veranstaltungen

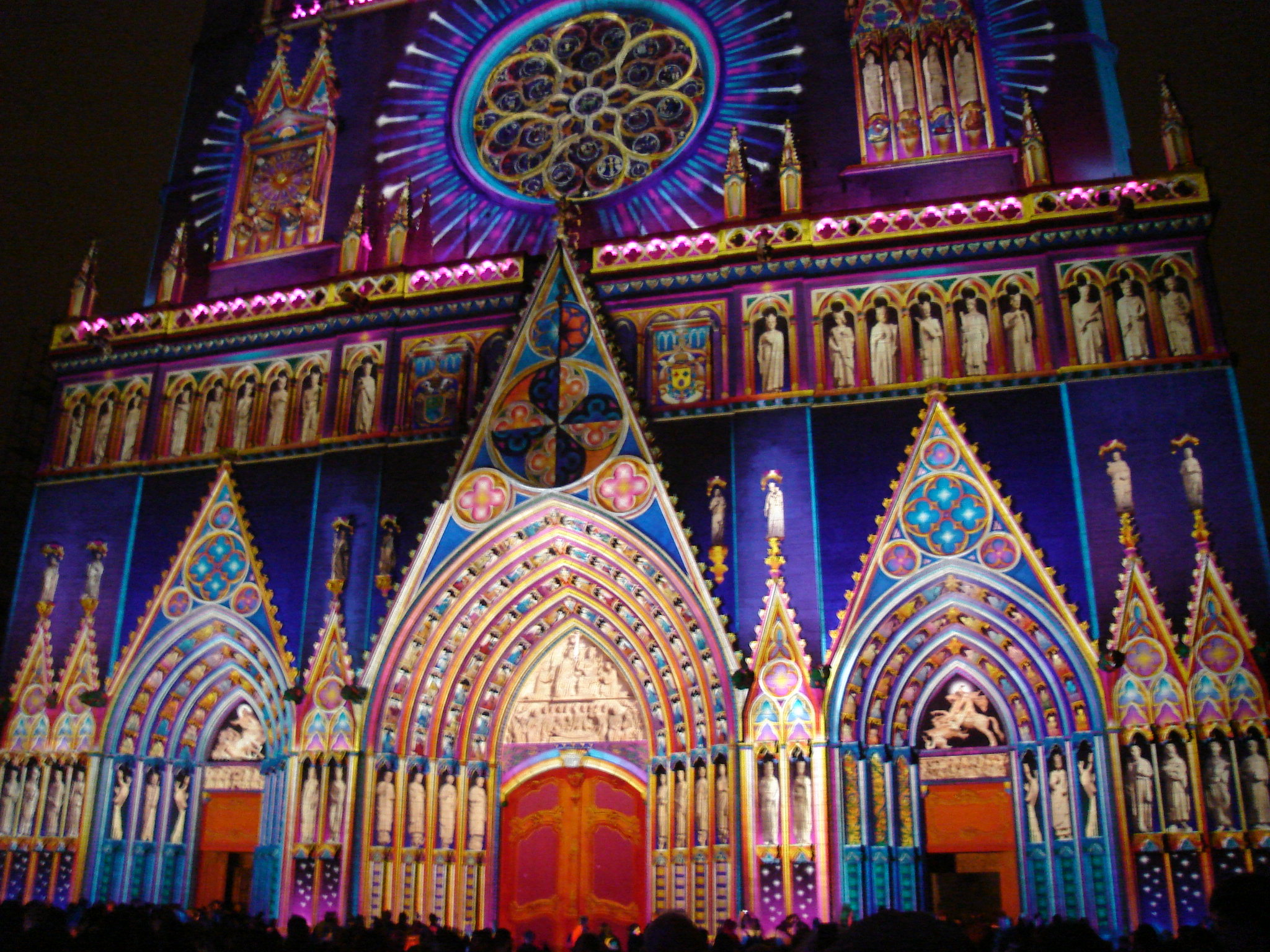
Die illuminierte Kathedrale Saint-Jean beim Lichterfest 2008

Die Biennale d’art contemporain de Lyon findet im Wechsel mit der Biennale de la danse de Lyon statt.
Auf Initiative des Lyoner Lichtplaners Roland Jéol wurde in Lyon 1989 der weltweit erste Lichtmasterplan in Kraft gesetzt. Jéol lässt seitdem Hunderte Bauwerke und andere Objekte in Lyon illuminieren. Nach dem Vorbild Lyons gibt es inzwischen mehr als 200 Städte in Frankreich mit plans lumières. Jéol wurde auch beauftragt, andere europäische Städte, beispielsweise Zürich und Gent systematisch zu illuminieren. Das Archipel Centre De Culture Urbaine zeigt, direkt neben dem Musée des Beaux-Arts, wechselnde Ausstellungen zur Architektur der Gegenwart und ein dauerhaft angebrachtes Stadtmodell im Maßstab 1/1000.
Des Weiteren gibt es in Lyon das seit dem Jahr 2009 jährlich im Herbst stattfindende Festival Lumière, ein vom Institut Lumière organisiertes Filmfestival. Dessen Fokus richtet sich auf die Vorführung älterer Filme, die in den Kinos der Kernstadt und der angrenzenden Orte gezeigt werden. Für die Dauer Veranstaltungsreihe wird auch die Halle Tony Garnier in einen Vorführungssaal umgewandelt.

### Sonstiges
Stadtbibliothek mit 15 Abteilungen,
Der Zoo von Lyon befindet sich im Parc de la Tête d’Or (Park des goldenen Kopfes), wo es auch einen See und einen botanischen Garten gibt.
2006 wurde das Lyoner Denkmal zum Völkermord an den Armeniern im Osmanischen Reich eröffnet.

### Sport

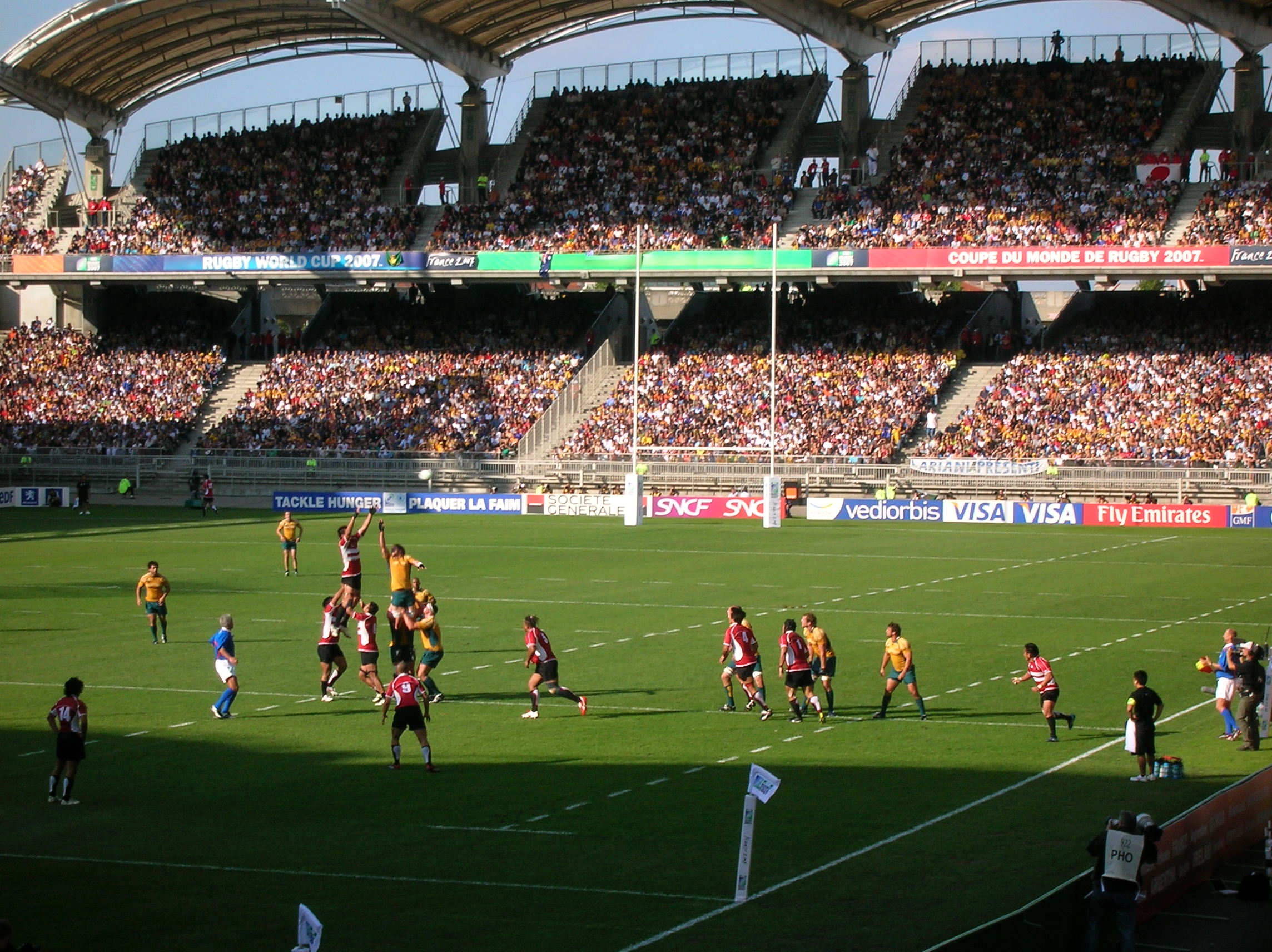
Rugby-Union-Weltmeisterschaft 2007 im Stade Gerland

In Lyon ist der Fußballverein Olympique Lyon zu Hause, dessen Männerteam von 2002 bis 2008 als erste Mannschaft sieben nationale Meisterschaften in Folge gewann. 2008 gelang zudem das erste Mal in der Vereinsgeschichte der Gewinn des Doubles (Meisterschaft und Coupe de France) durch einen 1:0-Sieg n. V. gegen Paris Saint-Germain. Das alte Heimstadion ist das Stade Gerland, das offiziell Stade Municipal de Gerland heißt und im 7. Arrondissement an der Avenue Jean Jaurès liegt. Seit 2016 spielt der Verein im Stade des Lumières im benachbarten Décines-Charpieu.
Auch Olympiques Frauenfußballerinnen haben ab 2007 bisher sechs französische Meistertitel in Folge gewonnen und sind darüber hinaus mit zwei europäischen Pokalsiegen (2011 und 2012) international sogar erfolgreicher als die Männer des Vereins. Hervorgegangen ist diese Abteilung aus den Frauenteams des FC Lyon, der in den 1990er Jahren selbst vier Mal die Landesmeisterschaft gewonnen hat.
Der Verein Lyon Olympique Universitaire spielt Rugby Union in der ersten Profiliga Top 14. Lyon war einer der Austragungsorte der Rugby-Union-Weltmeisterschaften 2007 und 2023.

## Politik

Métropole de Lyon

Lyon ist Sitz der Métropole de Lyon, dem mit 1.452.952 Einwohnern (Stand: 2007) zweitgrößten Ballungsraum Frankreichs. Dieser Kommunalverband umfasst 58 Gemeinden.

### Bürgermeister und Stadtrat
Die Stadtverwaltung Lyons wird von einem Bürgermeister geleitet. Amtsinhaber war seit 2018 Gérard Collomb von der Parti socialiste, der das Amt bereits zwischen 2001 und 2017 innehatte und in der Zwischenzeit französischer Innenminister war. 2020 wurde Grégory Doucet von der linken Liste Union de la gauche zum Bürgermeister gewählt.
Der Stadtrat Lyons besteht aus 73 gewählten Mitgliedern.
- EELV – FI – PS – PCF – Gs – PP – ND: 51
- RE: 4
- LR – UDI – LREM – MoDem: 18

### Stadtviertel

Arrondissements

Lyon ist seit der Eingemeindung umliegender Gemeinden im Jahr 1852 in neun städtische Arrondissements unterteilt. Die Organisation der Stadtverwaltung ist der von Paris und Marseille vergleichbar. Die Nummer des Arrondissements entspricht der letzten Stelle des Code Postal.
- 1. Arrondissement: Pentes de la Croix-Rousse, Les Terreaux, Saint-Vincent
- 2. Arrondissement: Cordeliers, Bellecour, Ainay, La Confluence
- 3. Arrondissement: La Part-Dieu, Villette, Montchat, La Guillotière
- 4. Arrondissement: La Croix-Rousse, Serin
- 5. Arrondissement: Saint-Jean-Saint-Paul – Saint-Georges, Saint-Just, Fourvière, Le Point-du-Jour, Ménival, Champvert, La Sarra, Saint-Irénée
- 6. Arrondissement: Les Brotteaux, Bellecombe, Tête d’Or
- 7. Arrondissement: La Guillotière, Gerland, La Mouche
- 8. Arrondissement: Monplaisir, Le Bachut, Mermoz, Les États-Unis, Le Grand Trou, Laënnec
- 9. Arrondissement: Vaise, La Duchère, Gorge de Loup, Saint-Rambert-l’Île-Barbe

### Kantone
Lyon war bis zum 1. Januar 2015 der Hauptort von 14 Kantonen, die teilweise mit den städtischen Arrondissements zusammenfielen und teilweise diese weiter unterteilten.
| Kanton    | Bestand aus…                      | Einwohner 1 |
| --------- | --------------------------------- | ----------- |
| Lyon-I    | dem 2. Arrondissement             | 30.958      |
| Lyon-II   | dem 1. Arrondissement             | 29.209      |
| Lyon-III  | dem 4. Arrondissement             | 36.240      |
| Lyon-IV   | dem 9. Arrondissement             | 48.429      |
| Lyon-V    | dem 5. Arrondissement             | 46.693      |
| Lyon-VI   | einem Teil des 6. Arrondissements | 23.919      |
| Lyon-VII  | einem Teil des 6. Arrondissements | 25.560      |
| Lyon-VIII | einem Teil des 3. Arrondissements | 35.414      |
| Lyon-IX   | einem Teil des 7. Arrondissements | 38.642      |
| Lyon-X    | einem Teil des 7. Arrondissements | 37.104      |
| Lyon-XI   | einem Teil des 3. Arrondissements | 35.310      |
| Lyon-XII  | einem Teil des 8. Arrondissements | 38.850      |
| Lyon-XIII | einem Teil des 3. Arrondissements | 27.411      |
| Lyon-XIV  | einem Teil des 8. Arrondissements | 42.604      |

### Städtepartnerschaften
Lyon unterhält mit folgenden 24 Städten Partnerschaften:
- Birmingham, Vereinigtes Königreich, seit 1951
- Yokohama, Japan, seit 1959
- Frankfurt am Main, Deutschland, seit 1960
- Mailand, Italien, seit 1966
- Montreal, Kanada, seit 1979
- Be’er Scheva, Israel, seit 1981
- Leipzig, Deutschland, seit 1981 sogenannter „Pacte d’amitié“ – Städtefreundschaft
- Guangzhou, Volksrepublik China, seit 1988
- Łódź, Polen, seit 1991
- Jerewan, Armenien, seit 1992
- Ouagadougou, Burkina Faso, seit 1993
- Ho-Chi-Minh-Stadt, Vietnam, seit 1997
- Porto-Novo, Benin, seit 1999
- Addis Abeba, Äthiopien, seit 2002
- Rabat, Marokko, seit 2003
- Bamako, Mali, seit 2004
- Barcelona, Spanien, seit 2004 Kooperationsvertrag
- Jericho, Palästinensische Autonomiegebiete, seit 2004
- Turin, Italien, seit 2004 Kooperationsvertrag
- Haute Matsiatra, Madagaskar, seit 2006
- Sétif, Algerien, seit 2006
- Dubai, Vereinigte Arabische Emirate
- Genf, Schweiz
- Manchester, Vereinigtes Königreich

## Persönlichkeiten
Berühmte Lyoner sind unter anderem der römische Kaiser Claudius, der Physiker André-Marie Ampère, der Schriftsteller Antoine de Saint-Exupéry, der Koch Paul Bocuse, die Gebrüder Lumière als Wegbereiter des modernen Kinos sowie der Chirurg und Nobelpreisträger Alexis Carrel.

## Filme
- Märkte – Im Bauch von Lyon (4/5): La Croix-Rousse. Dokumentarfilm, Deutschland, 2012, 43 Min., Buch und Regie: Constanze von Hartmann, Ignacio Lantero, Alessandro Scalerandi, Stefano Tealdi, Produktion: Stefilm, Golden Girls Filmproduktion, Laokoon, Media 3.14 S.L., ZDF, Reihe: Märkte, deutsche Erstsendung: 21. Februar 2013 bei arte (Synopsis: arte.tv (Memento vom 18. Februar 2013 im Internet Archive)).
- Diebe der Nacht. (OT: Les Voleurs.) Spielfilm, Frankreich, 1996, 117 Min., Buch: André Téchiné, Gilles Taurand, Michel Alexandre, Regie: André Téchiné, Produktion: Les Films Alain Sarde, TF1, Rhônes-Alpes Cinéma, Kinostart Frankreich: 21. August 1996, Deutschland: 24. April 1997, mit Catherine Deneuve und Daniel Auteuil in den Hauptrollen.
- Der Uhrmacher von St. Paul. (OT: L’Horloger de Saint-Paul.) Spielfilm, Frankreich, 1974, 105 Min., Buch: Georges Simenon, Pierre Bost, Jean Aurenche, Bertrand Tavernier, Regie: Bertrand Tavernier, mit Jean Rochefort und Philippe Noiret in den Hauptrollen.

## Dokumentation
- zdf.de (2022): Superbauten der Antike: Die Römer in Lyon (44 min)